# Arménia
A Arménia (português europeu) ou Armênia (português brasileiro) (em arménio: Հայաստան; romaniz.: Hayastan, ou Հայք, Hayq), denominada oficialmente República da Arménia (português europeu) ou Armênia (português brasileiro) (em arménio: Հայաստանի Հանրապետություն, Hayastani Hanrapetut'yun), é um país sem costa marítima, localizado numa região montanhosa na Eurásia, entre o mar Negro e o mar Cáspio, no sul do Cáucaso. Faz fronteira com a Turquia a oeste, Geórgia a norte, Azerbaijão a leste, e com o Irão e com o enclave de Naquichevão (pertencente ao Azerbaijão) ao sul. É considerado um país transcontinental, sendo que para as Nações Unidas a Arménia está localizada na Ásia Ocidental e esta classificação também é usada pela CIA no World Factbook, apesar do país ter extensas relações sociopolíticas, históricas e culturais com a Europa.
Em área, era a menor república integrante da União Soviética. A Arménia configura-se num Estado unitário, multipartidário, democrático, com uma antiga herança histórica e cultural. Historicamente, foi a primeira nação a adotar o cristianismo como religião de Estado, em 301. O país é constitucionalmente um Estado laico, tendo a fé cristã uma grande identificação com o povo. A Fé Bahá’í está presente no país desde o final do século 19 apos a chegada dos primeiros pioneiros Cavalheiros de Bahá’u’lláh.
O país é uma democracia emergente e por causa de sua posição estratégica, tenta conciliar alianças com a Rússia e com o Oriente Médio.
Entre 1915 e 1923 sofreu o que muitos historiadores consideram o primeiro genocídio do século XX, perpetrado pelo Império Otomano e negado até hoje pela República da Turquia. As mortes são estimadas em entre 600 mil e mais de 1 milhão de arménios, com a deportação atingindo milhões de outros, fazendo com que, ao final da Primeira Guerra, mais de 90% dos arménios do Império Otomano tenham desaparecido da região e muitos vestígios de sua antiga presença tenham sido eliminados. Como resultado, a Arménia tem hoje uma grande diáspora espalhada pelo mundo, composta por cerca de 7 milhões de pessoas, localizadas em mais de 100 países.
A Arménia faz parte atualmente de mais de 40 organizações internacionais, incluindo a ONU, o Conselho da Europa, Banco Asiático de Desenvolvimento, CEI, Organização Mundial do Comércio e a Organização de Cooperação Económica do Mar Negro. Por laços históricos milenares com a França, a Arménia foi integrada a região europeia da francofonia, e também é observadora do Movimento Não Alinhado. O Comitê Olímpico Nacional é filiado aos Comitês Olímpicos Europeus, o que lhe dá direito a competir em competições continentais dos mais diversos desportos pela Europa.

## Etimologia
O nome nativo para o país é Haico. Na Idade Média foi aumentado para Hayastan, pela adição do sufixo -stan que significa terra. O nome é tradicionalmente derivado de Haico (Հայկ), o lendário patriarca dos arménios e trineto de Noé, que segundo Moisés de Corene foi quem defendeu seu povo do rei babilónio Bel e estabeleceu seu povo na região das montanhas do Ararate. Porém, a mais remota origem do nome é incerta. O exónimo Arménia aparece pela primeira vez em persa antigo na inscrição de Beistum (515 a.C.) como Armina (    ). Em grego clássico, Ἀρμένιοι (arménios) aparece pela primeira vez numa inscrição atribuída a Hecateu de Mileto (m. 476 a.C.). As duas aparições na mesma época atestam a que o nome era empregado realmente naquela época.
Heródoto (440 a.C.) escreveu: "Os arménios eram equipados como colonos frígios" (7.73). Algumas décadas depois, Xenofonte, um general grego na guerra contra os persas, descreve muitos aspectos do cotidiano das vilas arménias e a sua hospitalidade. Ele relata que o povo fala uma língua que, para seus ouvidos, assemelhava-se ao persa. Tradicionalmente, os sobrenomes terminam com 'ian', significando que as pessoas faziam historicamente parte de tribos, sendo filhos de.

## História

### Antiguidade

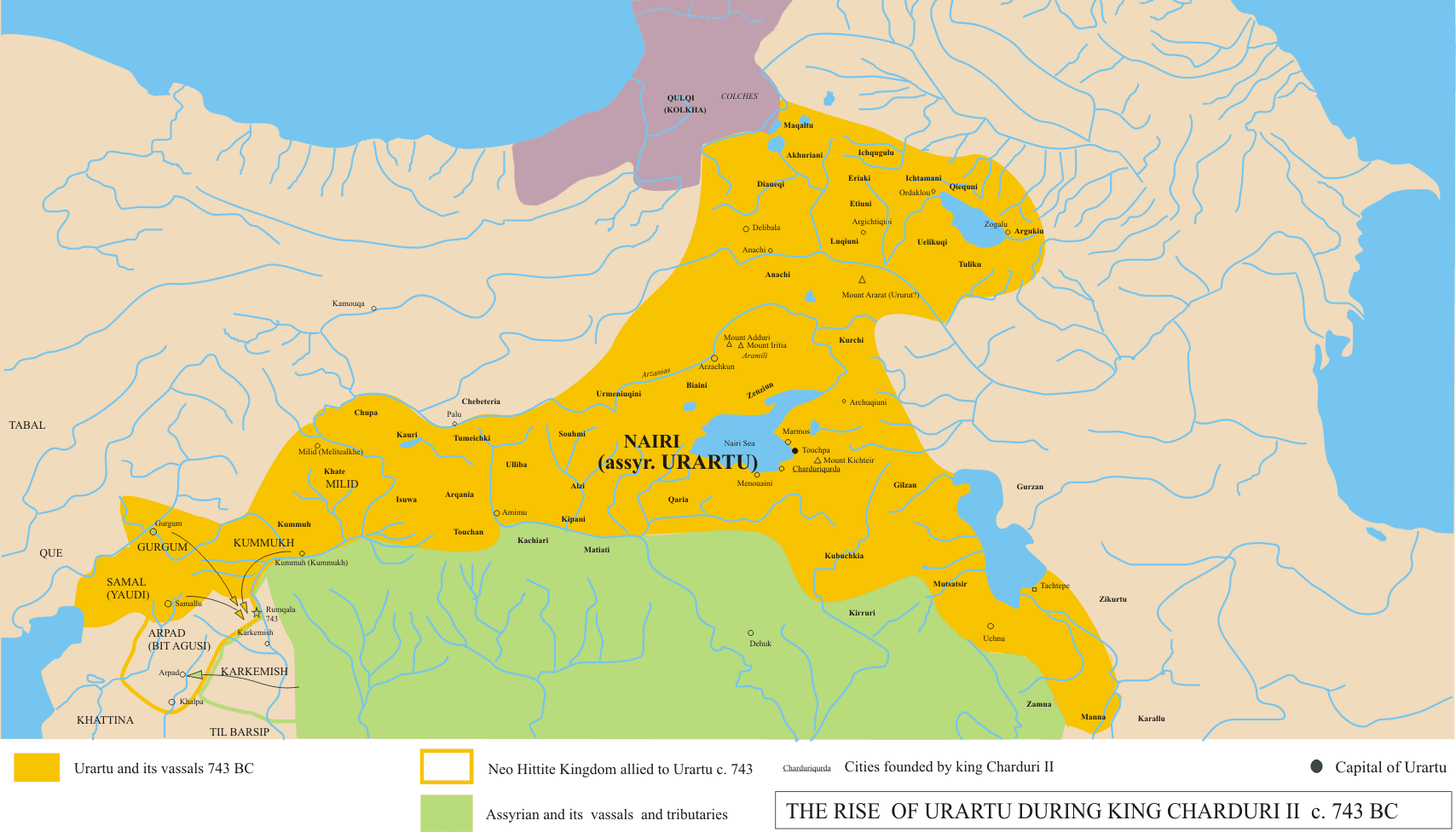
O reino de Urartu

O Reino da Arménia na sua maior extensão, sob o reinado de Tigranes, o Grande

A Arménia é povoada desde os tempos pré-históricos e segundo diversas lendas era lá onde se localizava Jardim do Éden bíblico. O país se localiza no planalto ao entorno do Monte Ararate. Segundo a tradição abraâmica, foi o local onde a Arca de Noé encalhou após o Dilúvio. Desde tempos remotos, arqueólogos continuam a descobrir novos indícios da existência de civilizações primitivas no planalto arménio, em locais que podem indicar registros do inicio da agricultura e da civilização. De 6 000 a.C. a 1 000 a.C., ferramentas como lanças, machados e artefactos de cobre, bronze e ferro eram produzidos na Arménia e trocados nas terras vizinhas, onde esses metais eram menos abundantes.
A Arménia é a principal herdeira do lendário Império Ararate, mencionado em diversas inscrições sumérias. Na Idade do Bronze, muitos Estados floresceram na área da Grande Arménia (ou "Arménia histórica"), incluindo o Império Hitita (o mais poderoso), Reino de Mitani (sudoeste da Grande Arménia) e Haiassa-Azi (1500–1200 a.C.). Na época, o povo de Nairi (séculos XII–IX a.C.) e o Reino de Urartu (1000–600 a.C.) estabeleceram sucessivamente as suas soberanias no planalto Arménio. Cada uma das tribos e nações supracitadas participaram da etnogénese do povo arménio. Erevã, a moderna capital da República da Arménia, foi fundada em 782 a.C. pelo rei urartiano Arguisti I.
Por volta do ano 600 a.C., o reino da Arménia estava estabelecido sob a Dinastia orôntida (em arménio: Երվանդունիներ), a qual existiu sob diversas dinastias até ao ano de 428. O reino chegou em seu maior tamanho entre 95 e 66 a.C. no reinado de Tigranes, o Grande, tornando-se um dos mais poderosos reinos da região. Ao longo da história, o reino da Arménia gozou de períodos de independência alternados com períodos de submissão aos impérios contemporâneos. A Arménia, por sua posição estratégica, localizada entre dois continentes, foi sujeita a invasões por diversos povos, incluindo assírios, gregos, romanos, bizantinos, árabes, mongóis, persas, turcos otomanos e russos.

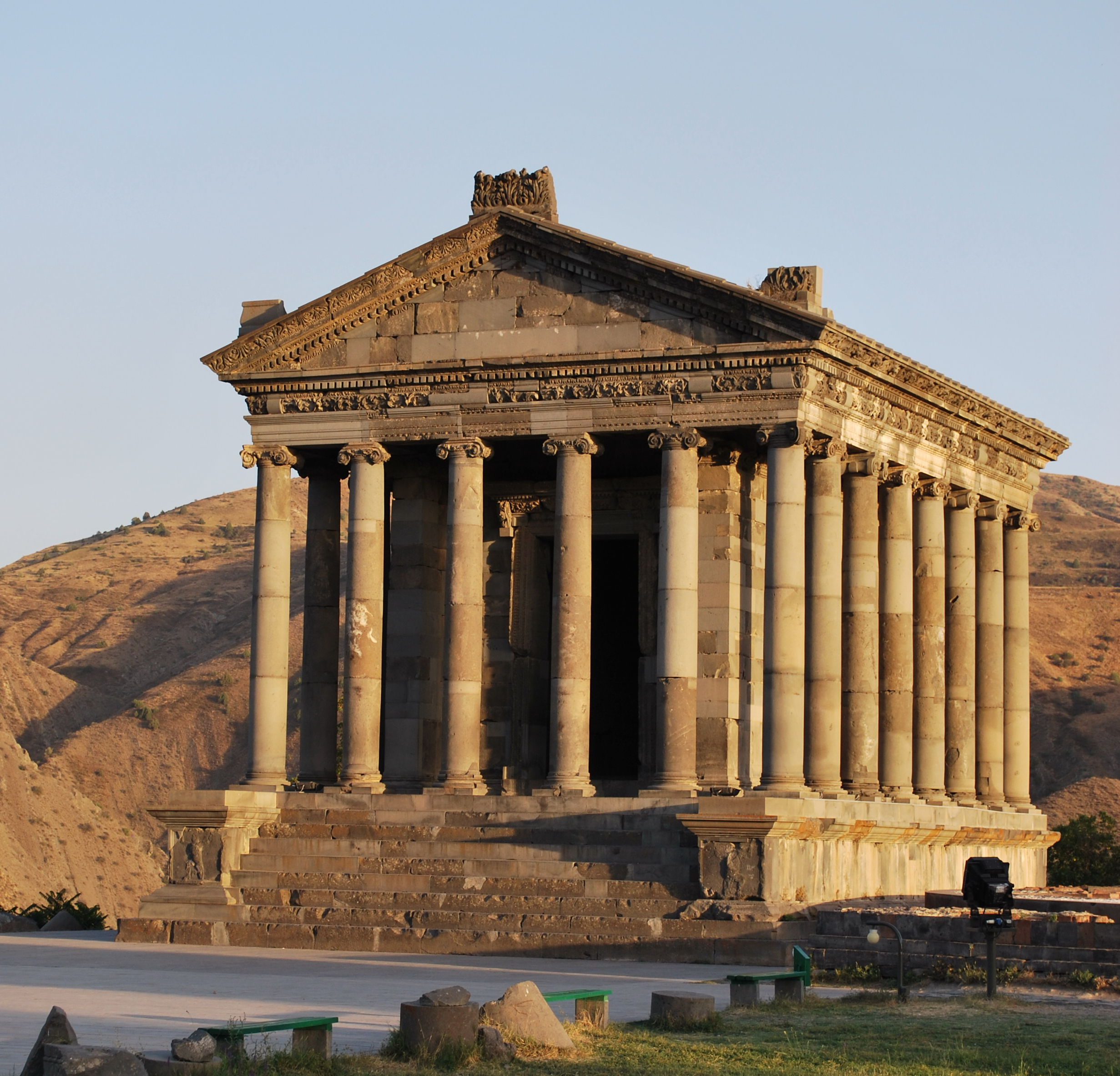
O Templo de Garni, provavelmente construído no século I, é o único "edifício com colunatas greco-romanas" nos Estados pós-soviéticos.

Em 301, a Arménia se tornou o primeiro país oficialmente cristão do mundo, tomando-o como religião oficial de Estado, quando um número de comunidades cristãs começaram a se estabelecer na região desde o ano 40. Havia várias comunidades pagãs antes do cristianismo, mas elas foram convertidas por influências de missionários cristãos. Tirídates III (em arménio: Տրդատ Գ), juntamente com Gregório, o Iluminador (em arménio: Գրիգոր Լուսաւորիչ) foram os primeiros reguladores oficiais do cristianismo ao povo, conduzindo a conversão oficial do país dez anos antes de Roma emitir sua tolerância aos cristãos por Galério e 36 anos antes de Constantino I ser batizado.
Antes do declínio do reino arménio em 428, muitos arménios foram incorporados no período masdeísta ao império dos sassânidas (dinastia persa), regido pelo deus Aúra-Masda. Após uma rebelião arménia em 451 (Batalha de Avarair), os cristãos conseguiram manter a sua autonomia política e religiosa dentro de uma Arménia majoritariamente mazdeísta, enquanto o outro império era regido somente pelos persas. Os mazdeístas da Arménia duraram até 630, quando a Pérsia Sassânida foi destruída pelo califado árabe.

### Arménia Medieval

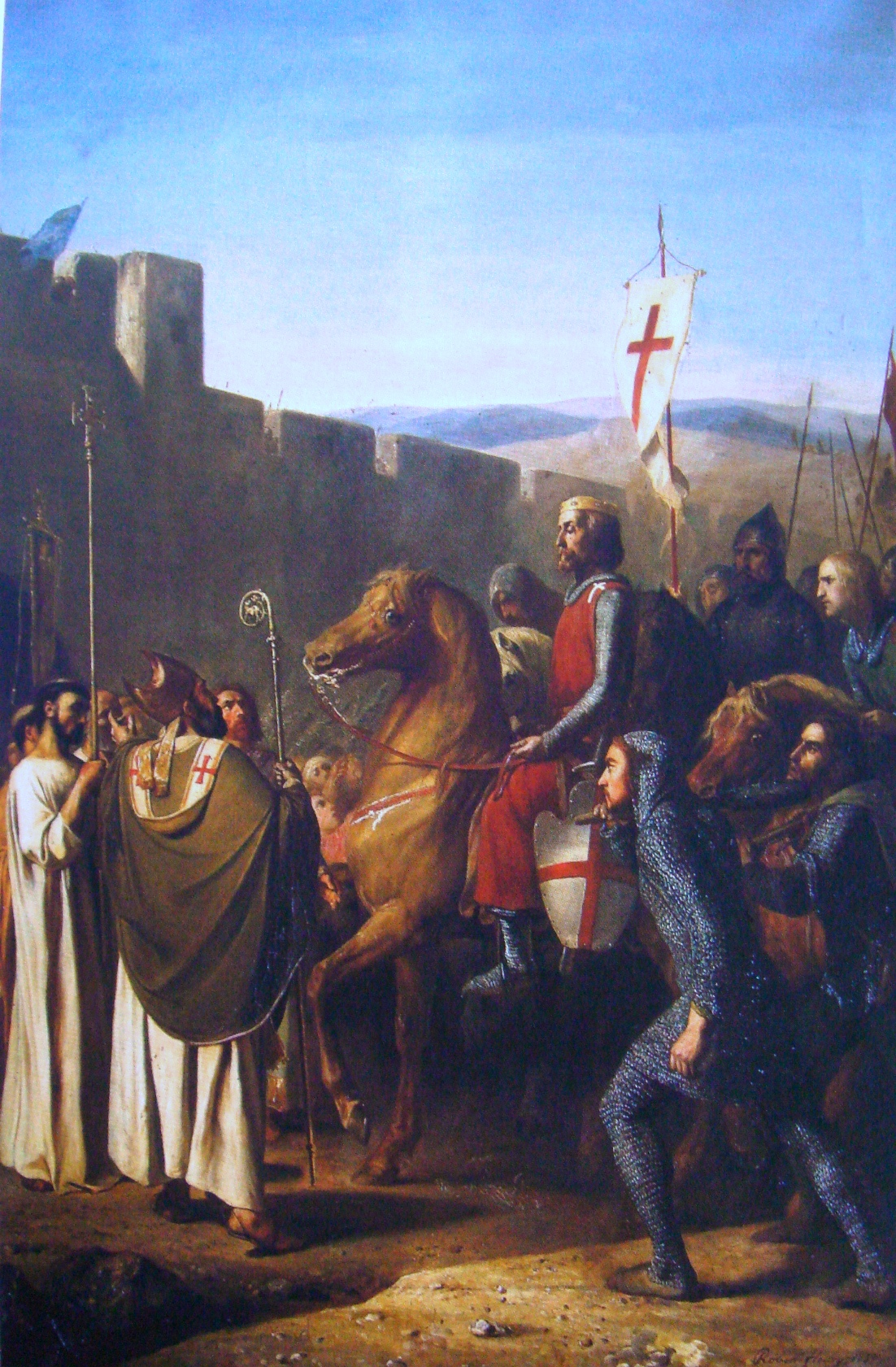
Entrada de Balduíno de Bolonha em Edessa em fevereiro 1098

Após o período masdeísta (428-636), a Arménia emergiu como Emirado da Arménia, com uma relativa autonomia junto ao Califado Omíada, reunindo terras arménias previamente tomadas pelo Império Bizantino como dele. A principal terra era regulada pelo príncipe da Arménia, reconhecido pelo califa e pelo imperador bizantino. O Emirado da Arménia (Armínia) incluía partes da atual Geórgia e da região histórica de Albânia e tinha como capital a cidade arménia de Dúbio (Դվին). O Emirado da Arménia terminou em 884, quando os arménios conseguiram a independência do já enfraquecido Califado Abássida.
O Reino da Arménia reemergiu sob a dinastia Bagratúnio (em arménio: Բագրատունյաց Արքայական Տոհմ; romaniz.: Bagratunyac Arqayakan Tohm, "Real Dinastia dos Bagratúnios"), até 1045. Neste tempo, diversas áreas da Arménia Bagrátida foram separadas como independentes reinos e principados, como o Reino de Vaspuracânia, regido pela família Arzerúnio, desde que reconhecendo a soberania e supremacia dos reis Bagratúnios.
Em 1045, o Império Bizantino conquistou a Arménia Bagrátida. Logo, os demais Estados arménios também caíram sob o domínio bizantino. O domínio bizantino teve uma vida curta, pois em 1071, os turcos seljúcidas derrotaram os bizantinos e conquistaram a Arménia na batalha de Manzicerta, estabelecendo o Império Seljúcida.

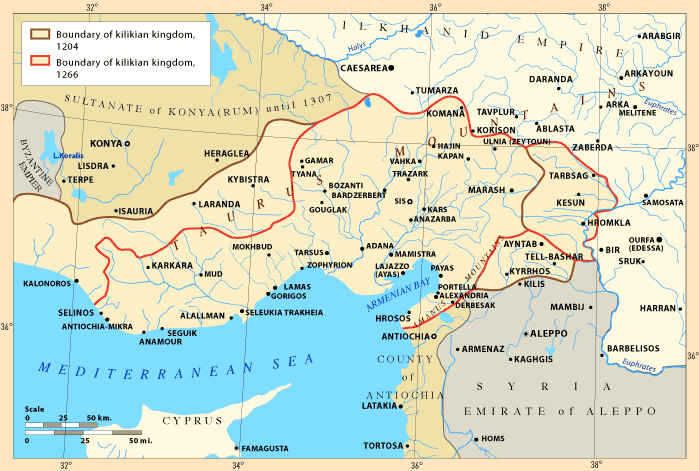
O Reino Arménio da Cilícia, 1199-1375

Para escapar da morte ou da escravidão nas mãos daqueles que assassinaram o rei Cacício II, rei de Ani, um arménio de nome Ruben (depois Ruben I), foi com alguns conterrâneos em direção os Montes Tauro e fundaram Tarso, na Cilícia. O governador bizantino do palácio deu-lhes o abrigo onde o Reino Arménio da Cilícia foi então estabelecido. Este reino foi a salvação dos arménios, uma vez que a Grande Arménia fora devastada pelos invasores.
O Império Seljúcida entrou em colapso. Nos anos 1100, os príncipes da nobre família arménia dos Zacáridas estabeleceram uma semi-independência dos principados arménios do norte e da Arménia oriental (agora chamada de Arménia Zacárida). A nobre família dos orbeliânida compartilhava o controle com os Zacáridas em várias partes do país, especialmente em Siunique e Vaiose Zor.

### Domínio estrangeiro

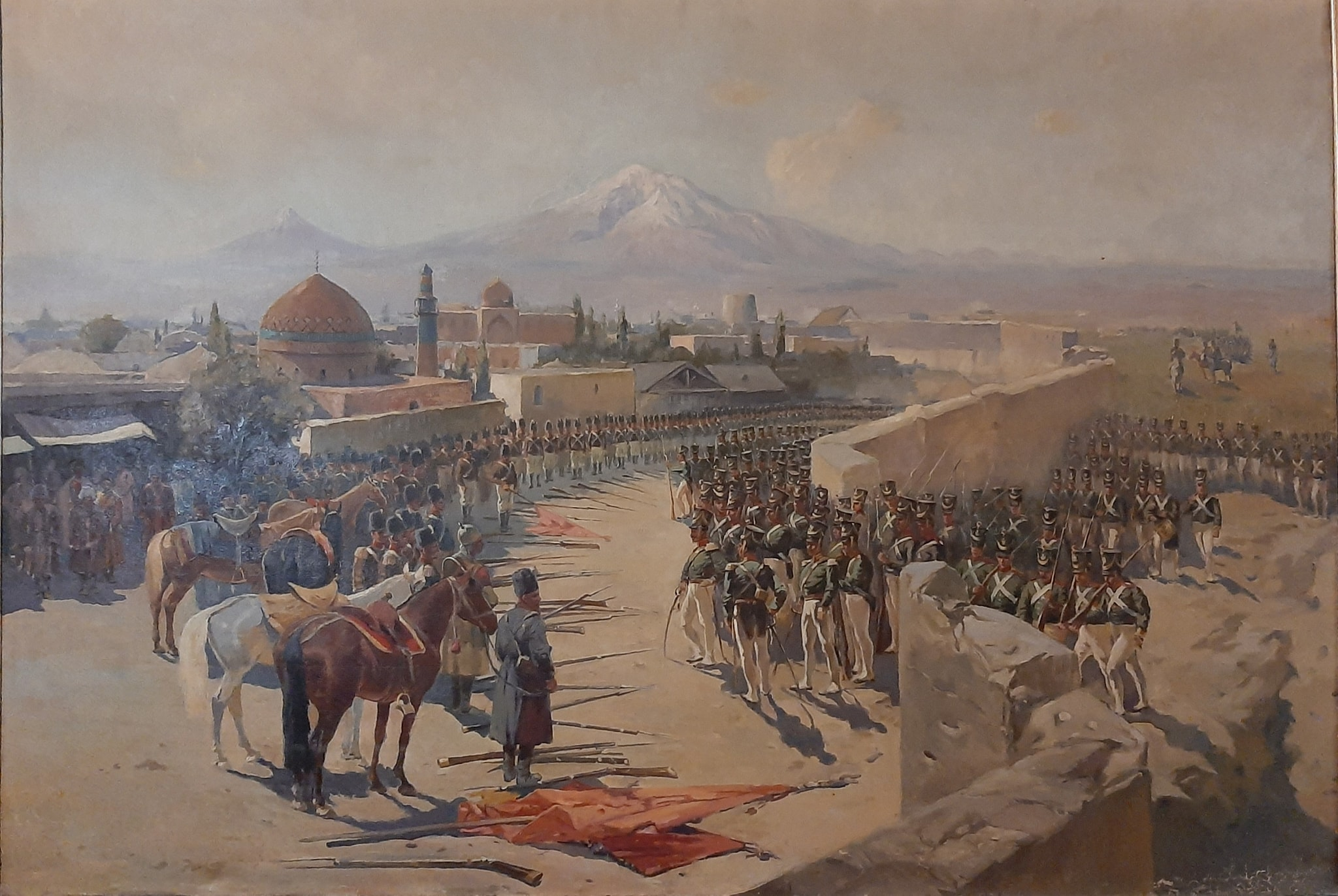
Representação artística da captura de Erevã durante a Guerra Russo-Persa de 1826–1828, por Franz Roubaud

Durante os anos de 1230, o Ilcanato mongol conquistou o principado dos Zacáridas, assim como o resto da Arménia. Os invasores mongóis vieram seguidos de outras tribos da Ásia Central, em um processo que durou dos anos 1200 até 1400. Após incessantes invasões, cada uma trazendo a destruição ao país, a Arménia ficou enfraquecida. Durante o século XVI, o Império Otomano e o Império Safávida dividiram a Arménia entre si. Mais tarde, o Império Russo incorporou parte ocidental do país (que consistia de Erevã e as terras do baixo Carabaque, na Pérsia) em 1813 e 1828.
Sob o jugo otomano, os arménios tiveram relativa autonomia em seus próprios enclaves e viviam de forma pacífica com os demais grupos e tinham autonomia em relação aos outros constituintes do império (incluindo os turcos). Entretanto, os cristãos viviam em um sistema social muçulmano estrito. Os arménios enfrentaram a discriminação que persistia. Quando eles reivindicaram por maiores direitos, o sultão Abdulamide II, em resposta, organizou o primeiro genocídio arménio realizado entre os anos de 1894 e 1896, resultando uma morte estimada de 300 mil arménios. Os massacres hamidianos, como ficaram conhecidos, deram a fama à Abdulamide II de "Sultão Vermelho" ou "Sultão Sangrento".
Em 1908, o grupo dos Jovens Turcos assumiu o poder no Império Otomano. Os arménios, que viviam em toda a parte do Império Otomano, depositaram as suas esperanças no Comité União e Progresso, criado pelos Jovens Turcos, como caminho para o fim de mais um período de perseguições. Porém, o pacote de reformas para os arménios de 1914 apresentaria a solução definitiva para toda a questão arménia da pior forma possível.

### Primeira Guerra Mundial e o genocídio arménio

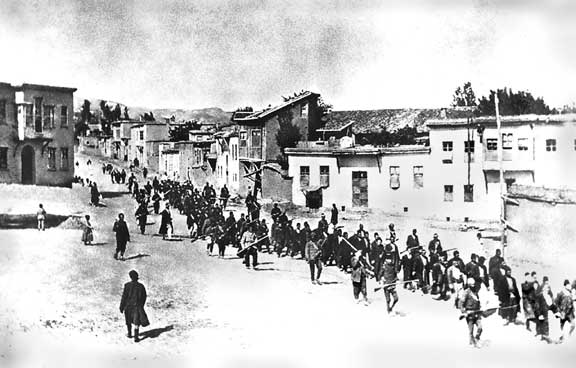
Arménios escoltados por soldados otomanos marchando da cidade de Carpute (atual Elaze) para um campo de prisioneiros, abril de 1915

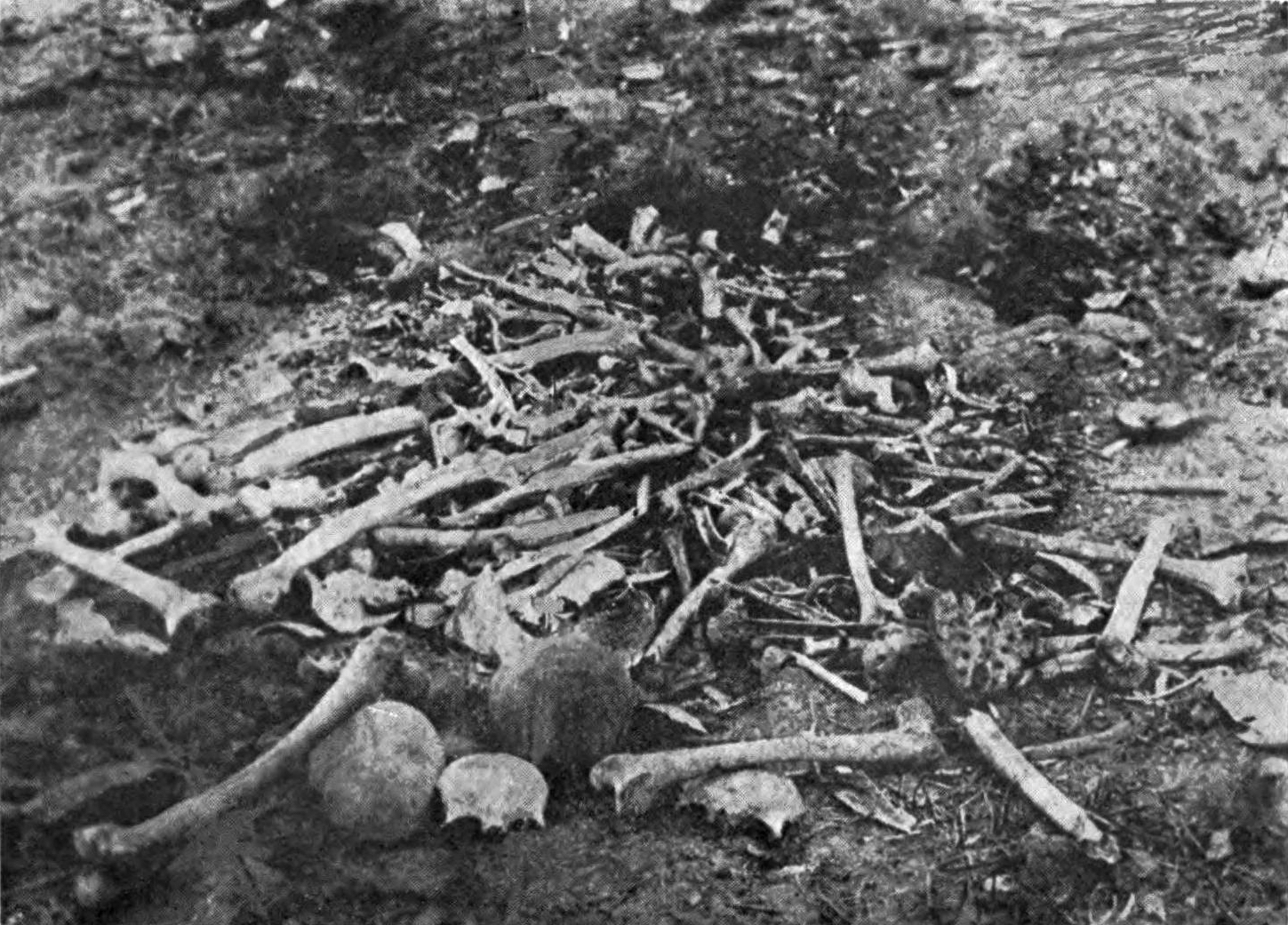
Restos mortais de arménios massacrados em Erzinjane.

Com o advento da Primeira Guerra Mundial, o Império Otomano e o Império Russo abriram uma frente de batalha conhecida como "Campanha Persa". Cansados das perseguições por parte de Constantinopla e do alistamento militar obrigatório, os arménios aliaram-se de forma voluntária aos russos, o que causou desconfiança aos turcos. Numa emboscada iniciada em 24 de abril de 1915, cerca de 600 intelectuais arménios foram presos e exterminados a mando de autoridades otomanas e, com a lei Tehcir de 29 de maio de 1915, uma grande parcela da população arménia que vivia na Anatólia começou a ser deportada e privada dos seus bens, num processo que levou à morte de cerca de 1,5 milhões de arménios. Diversos historiadores ocidentais consideram estes fatos como o início do genocídio arménio. Historicamente, existiam registos de uma gigantesca resistência arménia na região, desenvolvida contra a atividade otomana. Assim, a repressão aplicada pelo Estado no período de 1915 a 1923 é considerado pelos arménios e pela maioria dos historiadores ocidentais como um genocídio.
Entretanto, a Turquia, o estado sucessor do Império Otomano, sempre negou a repressão aos arménios. Devido à sua localização estratégica e ao seu posicionamento geopolítico, a Turquia é um dos principais aliados do Ocidente na região da Ásia Menor e Oriente Médio.Todavia, mesmo com a negação histórica, alguns posicionamentos históricos dos Estados Unidos e do Reino Unido são lacónicos na categorização do massacre dos arménios como genocídio.
As autoridades turcas afirmam que as mortes são provenientes de uma guerra civil, acompanhada das doenças e fome que assolaram o Império Otomano no início do século XX, com baixas gigantescas nos dois lados. As estimativas de mortos variam entre 650 mil e 1,5 milhões, sendo este último número o mais aceite pelos historiadores ocidentais e mesmo por alguns intelectuais dissidentes turcos, como Orhan Pamuk, Nobel de Literatura em 2006 e Taner Akçam, professor da Universidade de Minnesota. A Arménia tem feito campanhas para o reconhecimento do genocídio no mundo desde há mais de trinta anos. Esses eventos são tradicionalmente realizados no dia 24 de abril, data que marca o início do genocídio arménio. Embora o exército russo tenha obtido mais ganhos do que o exército otomano durante a Primeira Guerra Mundial, esta vantagem fora perdida com o advento da Revolução Russa de 1917. Nesse momento, a Rússia controlava a Arménia oriental, Geórgia e Azerbaijão, criando uma ligação com a República Democrática da Transcaucásia em 28 de maio.

### Primeira república

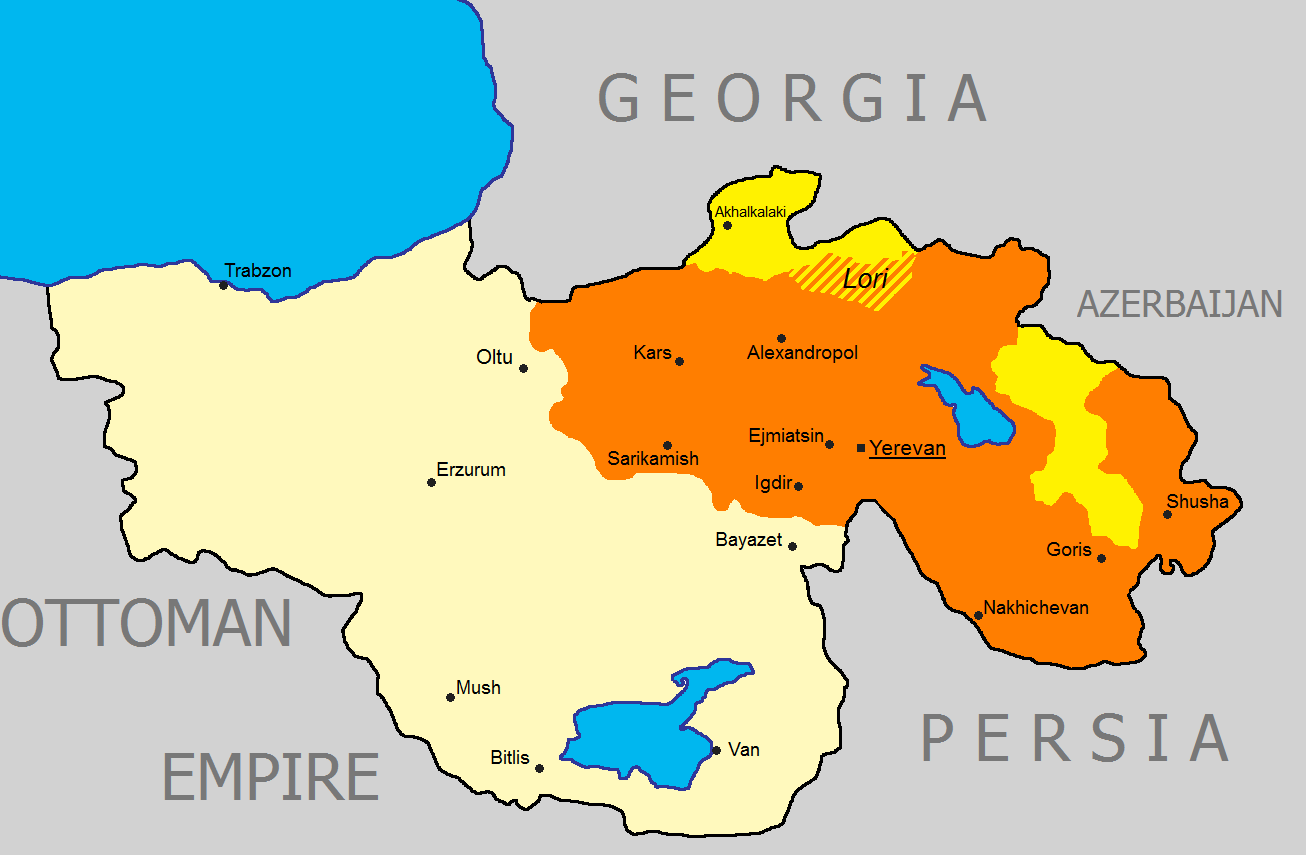
Território que chegou a ser dominado pela República Democrática da Armênia
Área dada para a Arménia no Tratado de Sèvres, o que nunca virou realidade.

Infelizmente, a curta vida da República Democrática da Arménia independente deveu-se aos perigos da guerra, disputas territoriais, um massivo fluxo de refugiados da Arménia Otomana, espalhando doenças e fome. A Tríplice Entente, alarmada pelos horrores do Império Otomano, procurou ajudar o recém-formado estado arménio a arrecadar fundos e outras formas de se sustentar.
Com o fim da guerra, a Entente vitoriosa procurou dividir o Império Otomano. Assinado entre as potências aliadas e as autoridades otomanas em 10 de agosto de 1920 em Sèvres, o Tratado de Sèvres previa manter independente a República Democrática da Arménia e anexar os territórios da Arménia Ocidental. Pelas novas fronteiras terem sido desenhadas pelo presidente americano Woodrow Wilson, este território apontado pelo Tratado ficou conhecido como "Arménia Wilsoniana". Nesta época, foi considerada a possibilidade da Arménia se tornar um protetorado dos Estados Unidos. Porém, o tratado foi rejeitado pelo Movimento Nacional Turco e nunca entrou em vigor. O movimento, liderado por Mustafa Kemal Ataturk, usou o tratado como pretexto para se legitimar no poder da Turquia, derrubando a monarquia sediada em Istambul e instaurando a República da Turquia, com capital em Ancara.
Em 1920, forças nacionalistas turcas invadiram a República da Arménia pelo leste e teve início a Guerra turco-arménia. Forças turcas sob o comando de Kazım Karabekir conquistaram os territórios arménios que a Rússia tinha anexado durante a Guerra russo-turca de 1877-1878 e ocuparam a antiga cidade de Alexandropol (atual Guiumri). O violento conflito foi encerrado com o Tratado de Alexandropol em 2 de dezembro de 1920. O tratado forçou os arménios desmilitarizarem-se, ceder mais de 50% de seu território de antes da guerra e abrir mão da Arménia Wilsoniana, garantida pelo Tratado de Sèvres. Simultaneamente, o 11.º Exército Soviético, sob o comando de Grigoriy Ordzhonikidze, invadiu a Arménia por Karavansarai (atual Ijevan) em 29 de novembro. Em 4 de dezembro, as forças de Ordzhonikidze entraram em Erevã e teve fim a curta vida da República Democrática da Arménia.

### Arménia Soviética

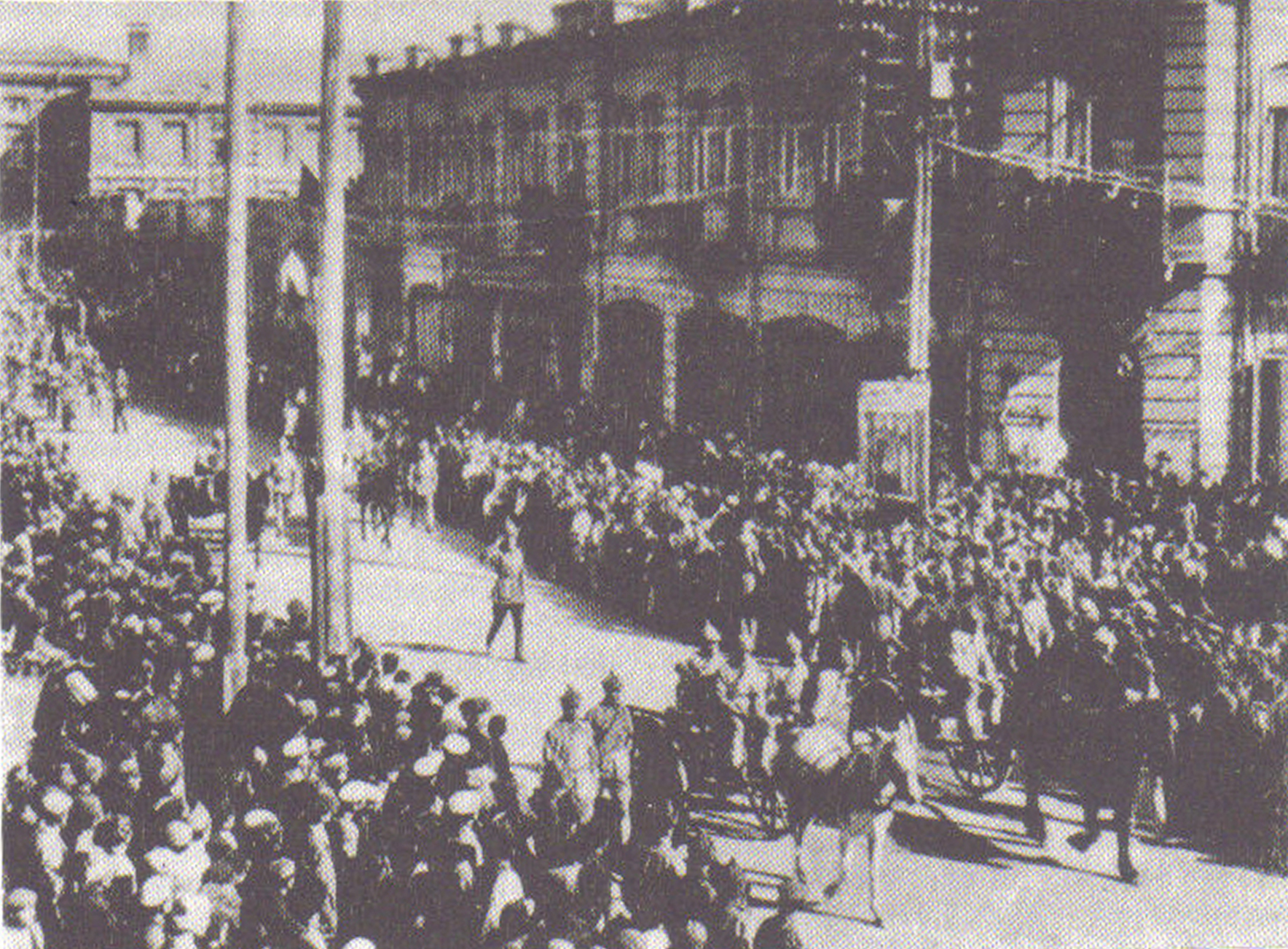
11.º Exército Soviético entra em Erevã, início do século XX

Brasão de armas da República Socialista Soviética da Arménia (Arménia na União Soviética) com o monte Ararate ao centro

A Arménia foi anexada pela Rússia bolchevista e juntamente com Geórgia e Azerbaijão, foi incorporada na URSS como parte da República Federativa Socialista Soviética Transcaucasiana em 4 de março de 1922. Com essa anexação, o Tratado de Alexandropol foi suplantado pelo Tratado de Carse turco-soviético. No acordo, a Turquia permitiu à União Soviética assumir o controlo da região de Ajária e da cidade portuária de Batumi, com o retorno da soberania de cidades como Carse, Ardacane e Eder, que pertenciam à Arménia Russa. A RFSST existiu de 1922 até 1936, quando foi dividida em três repúblicas intituladas RSS da Arménia, RSS da Geórgia e RSS do Azerbaijão. Os arménios desfrutaram de um período de relativa estabilidade sob o jugo soviético. Recebiam medicamentos, comida, e outras provisões de Moscovo, e o governo soviético provou ser um "bálsamo calmante" em contraste com os últimos anos do Império Otomano. A situação era difícil para a Igreja, estrangulada pelas normas anticlericais soviéticas. Após a morte de Lenine, Stalin tomou as rédeas do poder e recomeçou o período de terror para os arménios. Como várias outras etnias minoritárias que viviam na URSS durante o período da Grande Purga de Stalin, dezenas de milhares de arménios foram executados ou deportados.
O medo diminuiu quando Stalin morreu em 1953 e Nikita Khruschev assumiu o poder na União Soviética. A vida na Arménia Soviética teve então uma rápida melhoria. A Igreja, que sofria com as perseguições de Stalin, foi restaurada quando o católico Vasken I assumiu as funções em 1955. Em 1967, um memorial às vítimas do genocídio arménio foi construído nas colinas de Tsitsernakaberd acima do desfiladeiro de Razdã, em Erevã. Isso aconteceu depois de uma grande manifestação na capital onde se exigiu que fossem tomadas medidas para recordar as vítimas do genocídio no seu 50.º aniversário.
Durante a era Gorbachev, nos anos 1980, com as reformas da glasnost e da perestroika, os arménios começaram a exigir melhores cuidados ambientais para o seu país, opondo-se à poluição que as fábricas soviéticas produziam. Também se desenvolveram tensões entre o Azerbaijão Soviético e o distrito autónomo do Alto Carabaque, maioritariamente habitado por arménios e separado da Arménia por Stalin em 1923. Os arménios residentes em Carabaque reivindicaram a unificação com a Arménia Soviética. Protestos pacíficos em Erevã apoiavam os arménios de Carabaque que enfrentavam pogroms antiarménios na cidade azeri de Sumgait. Acrescendo os problemas da Arménia, um sismo devastador atingiu o país em 1988, com magnitude 7,2 na escala de Richter.

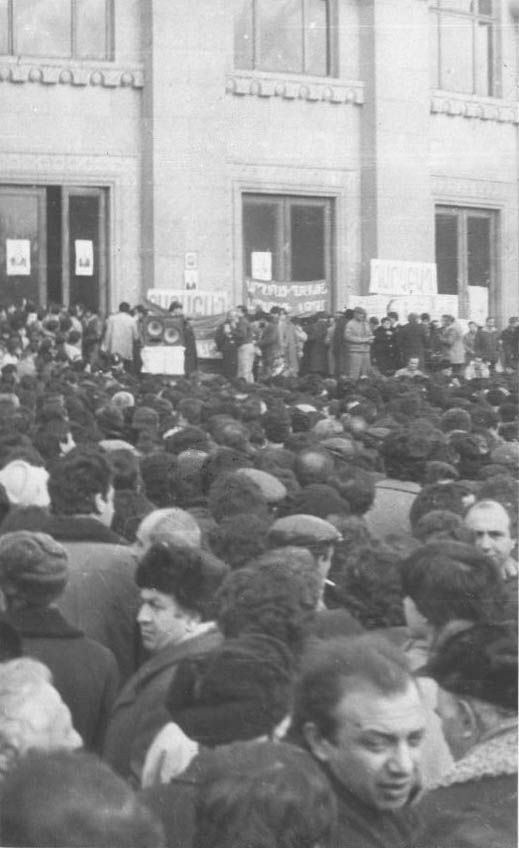
Arménios reunidos na Ópera de Erevã para protestar contra a política soviética, em 1988

A inabilidade de Mikhail Gorbachev de resolver os problemas da Arménia (especialmente no Alto Carabaque) criou desilusões entre os arménios e alimentou o desejo crescente de independência. Em maio de 1990, foi criado o Novo Exército Arménio (NEA), servindo como força de defesa separatista do Exército Vermelho soviético. Prontamente irromperam choques entre o NEA e as tropas da Força Soviética de Defesa do Interior, baseadas em Erevã, quando os arménios decidiram comemorar o estabelecimento da República Democrática da Arménia de 1918. A violência resultou na morte de cinco arménios baleados numa estação de comboios pela Força Soviética. Testemunhas acusaram a Força Soviética de uso de força excessiva e de instigação à violência. Atritos adicionais entre os milicianos arménios e as tropas soviéticas em Sovetashen, próxima da capital, resultaram na morte de 26 pessoas, a maioria civis arménios. Em 17 de março de 1991, a Arménia, conjuntamente com os Países Bálticos, Geórgia e Moldávia, boicotou um referendo onde 78% dos votos eram para a permanência na URSS, porém após uma reforma.

### Restabelecimento da independência e oséculo XXI
Em 1991, a União Soviética fragmentou-se e a Arménia restabeleceu a sua independência. Declarando-se independente em 23 de agosto, tornou-se a primeira república não báltica a desassociar-se. No entanto, os primeiros anos pós-soviéticos foram assolados por dificuldades económicas, bem como pelo começo repentino, em grande escala, de um confronto armado entre arménios do Alto Carabaque e azeris. Os problemas económicos tiveram origem no início do conflito do Alto Carabaque, quando a Frente Popular do Azerbaijão conseguiu pressionar a RSS do Azerbaijão a impor um bloqueio ferroviário e aéreo contra a Arménia. Essa medida enfraqueceu efetivamente a economia do país, pois 85% de seus produtos e mercadorias chegavam através ferrovia. Em 1993, a Turquia aderiu ao bloqueio contra a Arménia numa demonstração de apoio ao Azerbaijão.

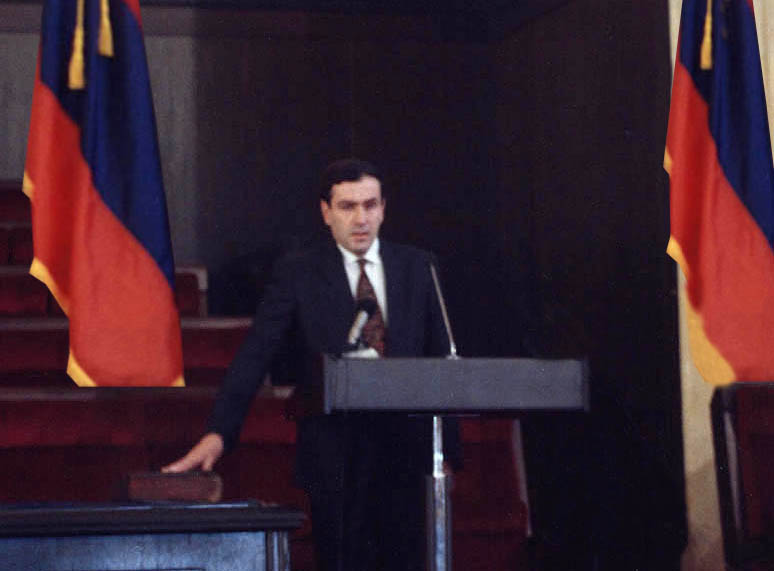
Posse de Levon Ter-Petrosyan como primeiro Presidente da Arménia em 1991

A Guerra do Alto Carabaque findou após um cessar-fogo intermediado pela Rússia, estabelecido em 1994. A guerra foi bem-sucedida para as forças armadas de Carabaque que asseguraram 14% do território azerbaijano, este território conquistado atualmente faz parte da autoproclamada República de Artsaque. Desde então, Arménia e Azerbaijão têm participado de conversas de paz, mediadas pela Organização para a Segurança e Cooperação na Europa (OSCE). O status de Carabaque está sendo ainda determinado. A economia de ambos os países têm sido afetadas na falta de uma resolução definitiva e as fronteiras azeri e turca permanecem fechadas para a Arménia.
Ao entrar no século XXI, a Arménia enfrentou grandes dificuldades, especialmente no campo económico. Ainda com os altos índices de desemprego, o país conseguiu fazer implementar algumas melhorias económicas, entre as quais, uma plena mudança para uma economia de mercado que faz do país a 32.ª nação mais economicamente livre no mundo desde 2007. Suas relações com a Europa, o Oriente Médio e a Comunidade dos Estados Independentes têm permitido o aumento de seu comércio. Gás, petróleo e outros abastecimentos chegam por meio de duas rotas vitais: o Irão e a Geórgia, com os quais a Arménia mantém relações cordiais.
Em 2018, o país enfrentou uma série de protestos antigovernamentais, protagonizados por vários grupos políticos e civis liderados por um membro do parlamento arménio — Nikol Pashinyan. As manifestações ficaram conhecidas como Revolução Arménia, com protestos e marchas ocorrendo inicialmente em resposta ao terceiro mandato consecutivo de Serzh Sargsyan como presidente do país e, mais tarde, contra o governo controlado pelo Partido Republicano em geral. No mesmo ano, o parlamento arménio elegeu Armen Sarksyan como o novo presidente da Arménia. Uma reforma constitucional visando reduzir o poder presidencial foi implementada, enquanto a autoridade do primeiro-ministro foi fortalecida. Como consequência direta da Revolução Arménia de 2018, Serzh Sargsyan deixou o cargo. Em maio daquele ano, o parlamento elegeu Nikol Pashinyan como o novo primeiro-ministro.

## Geografia
|                                          |  |                                                            |
| Imagem de satélite do território arménio |  | A Arménia localiza-se em um terreno montanhoso e vulcânico |

A Arménia é um país sem costa marítima na Transcaucásia. Localizado entre os mares Cáspio e Negro, o país faz fronteiras a norte com a Geórgia, a leste com o Azerbaijão, ao sul com o Irão e a oeste com a Turquia. Desde os primórdios da humanidade, o povo arménio vive no planalto arménio, um vasto território com mais de 300 000 km², localizado na parte central e norte da Anatólia. O planalto arménio é cercado, ao norte, pelo encadeamento do Baixo Cáucaso e ao sul, pelo encadeamento do Tauro Arménio, enquanto declina-se ao oeste para o vale do rio Eufrates e ao leste para as terras baixas do mar Cáspio. Um enorme maciço vulcânico está localizado quase no centro desta região. Este maciço possui dois picos: o Grande Ararate, chamado pelos arménios de Massis (com 5 156 metros de altitude acima do nível do mar), e o Pequeno Ararate, identificado pelos arménios pelo nome de Sis (com altitude de 3 914 metros). Existe ainda, um número considerável de planícies e vales férteis dentro do planalto do país, entre os quais, os mais conhecidos são os vales de Ararate, Muxe, Caberde, Erzinjane, Elescirte e Siracena, destacando a vida económica do povo arménio. O vale de Ararate é o maior e mais fértil de todos estes, e transformou-se, com o passar dos tempos, no centro da vida económica, política e cultural da Arménia. Diversas capitais da Arménia histórica, como Armavir, Eruandaxata, Valarsapate e Dúbio estavam situadas nesta região geográfica, assim como ocorre hoje com a atual capital, Erevã.

### Relevo e hidrografia
|                                          |  |                                                                    |
| Lago Sevã, o maior corpo de água do país |  | monte Aragats, o ponto mais alto do país e de todo o Cáucaso Menor |

O relevo arménio é homogéneo. Constitui-se em sua maior parte por planaltos, sendo que estes são abundantes com rios. Localizam-se aí as nascentes dos rios Eufrates e Tigre, com seus afluentes, que se desembocam no Golfo Pérsico, bem como os rios Cura e Araxes, que desembocam no Mar Cáspio. O maior rio da Arménia é o Arax, sendo seus afluentes os rios Acuriã, Razdã, Cassal, Azate e outros. Os maiores lagos do planalto arménio são o Vã, o Úrmia e o Sevã, sendo que atualmente, o lago de Vã está em sua grande parte, dentro do território da Turquia. Este lago possui uma extensão de 3 733 quilômetros quadrados e sua água é salgada. O lago Úrmia, que também está em sua maior parte em outro país, no Irão, era denominado antes de Kaputan, também possui água salgada e não possui espécies de peixes. Sua dimensão é de cinco mil quilômetros quadrados. O lago Sevã, antes chamado de Mar de Guelã, é um dos lagos mais altos do mundo, com aproximadamente 1 400 km². Aproximadamente duas dúzias de pequenos rios desembocam no lago, e apenas alguns afluem dele. Sua água é doce.

### Clima

Arménia segundo a classificação climática de Köppen-Geiger

O clima na Arménia é marcadamente continental. Os verões são secos e ensolarados, indo de junho até meados de setembro. A temperatura varia entre 22 e 36 °C. Entretanto, a baixa umidade atenua o efeito das altas temperaturas. Brisas à tarde proveniente das montanhas promovem um bem-vindo frescor. A primavera é curta e os outonos são longos. Os outonos são conhecidos pela vibração e cor das folhas das árvores. Os invernos são muito frios com bastante neve, com temperaturas que variam entre -10 à -5 °C. Os desportos de inverno fazem sucesso essa época do ano, como a prática de esqui nas colinas de Salcazor, localizadas a 30 minutos de Erevã. O Lago Sevã está situado nas terras altas e é o segundo lago mais alto do mundo, a 1,9 mil metros acima do nível do mar.

## Demografia

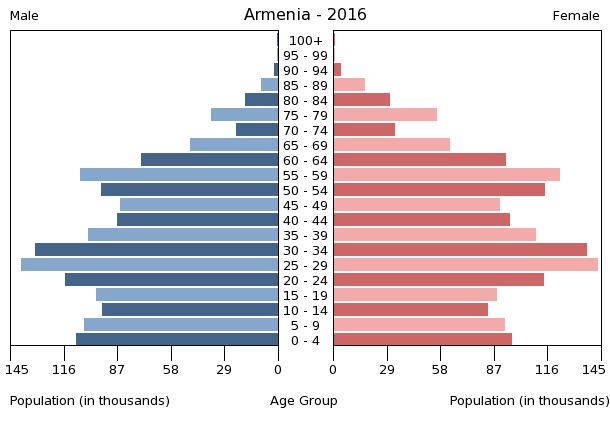
Pirâmide etária da Arménia em 2016

A Arménia possui uma população estimada em 3 215 800 habitantes e é a segunda maior densidade populacional das ex-repúblicas soviéticas. Tem havido um problema de declínio populacional causado por altos índices de emigração após a dissolução da URSS. As taxas de emigração e o declínio populacional, no entanto, diminuíram drasticamente nos últimos anos e um moderado afluxo de arménios regressa à Arménia, e estas têm sido as principais razões para a tendência, que estima-se continuar. É esperado que a Arménia retome seu crescimento populacional positivo em 2010.

### Composição étnica
Os arménios configuram 97,9% da população, enquanto que os iázides 1,3% e os russos 0,5%. Há outras minorias que incluem assírios, ucranianos, gregos, curdos, georgianos e bielorrussos. Existem também pequenas comunidades de valacos, volgaicos, ossetas, udinos e tatras, polacos e alemães caucasianos sob uma pesada russificação. Durante os anos soviéticos, os azerbaijanos compunham a segunda maior população no país (aproximadamente 2,5% em 1989). Porém, devido às hostilidades com o vizinho Azerbaijão sobre a disputada região de Alto Carabaque, praticamente toda população azeri emigrou da Arménia. Por outro lado, a Arménia recebeu um grande afluxo de refugiados arménios do Azerbaijão, dando assim um caráter mais homogéneo à Arménia.

### Religiões
A religião predominante na Arménia é o cristianismo, sendo esta crença partilhada por 98,7% da população de acordo com o site. Os santos padroeiros da Arménia são o primeiro católico de todos os arménios, Gregório, o Iluminador, e o apóstolo Bartolomeu.
As origens da Igreja Arménia remontam ao século I d.C. De acordo com a tradição, a Igreja Arménia foi fundada por dois dos doze apóstolos de Cristo, São Judas Tadeu e São Bartolomeu, que pregaram o cristianismo na Arménia entre os anos 40 e 60 d.C. Por causa destes apóstolos fundadores, o nome oficial da Igreja Arménia é Igreja Apostólica Arménia. A Arménia foi a primeira nação a adotar o cristianismo como religião oficial de Estado, em 301. Mais de 93% dos cristãos arménios pertencem à Igreja Apostólica Arménia, uma forma de ortodoxia oriental (não calcedônia), que é uma igreja muito ritualística e conservadora, muitas vezes comparada às igrejas copta e síria. A Arménia possui também uma população de católicos, ambos romanos e arménios-mectaristas (juntos 180 mil), evangélicos protestantes e seguidores da religião tradicional arménia. Os curdos iázides, que vivem na parte ocidental do país, praticam o iazdanismo. A Igreja Católica Arménia é sediada em Bzoummar, Líbano. Os curdos não iázides praticam o islã sunita. A comunidade judaica na Arménia diminuiu para 750 pessoas desde a independência devido às dificuldades económicas, onde a maioria dos emigrantes foram para Israel. Existem atualmente duas sinagogas na Arménia, uma na capital, Erevã, e outra na cidade de Sevã localizada próxima ao lago Sevã. Casamentos com cristãos arménios são frequentes. Ainda assim, apesar destas dificuldades, existe muito entusiasmo para ajudar a comunidade a satisfazer suas necessidades.

### Línguas

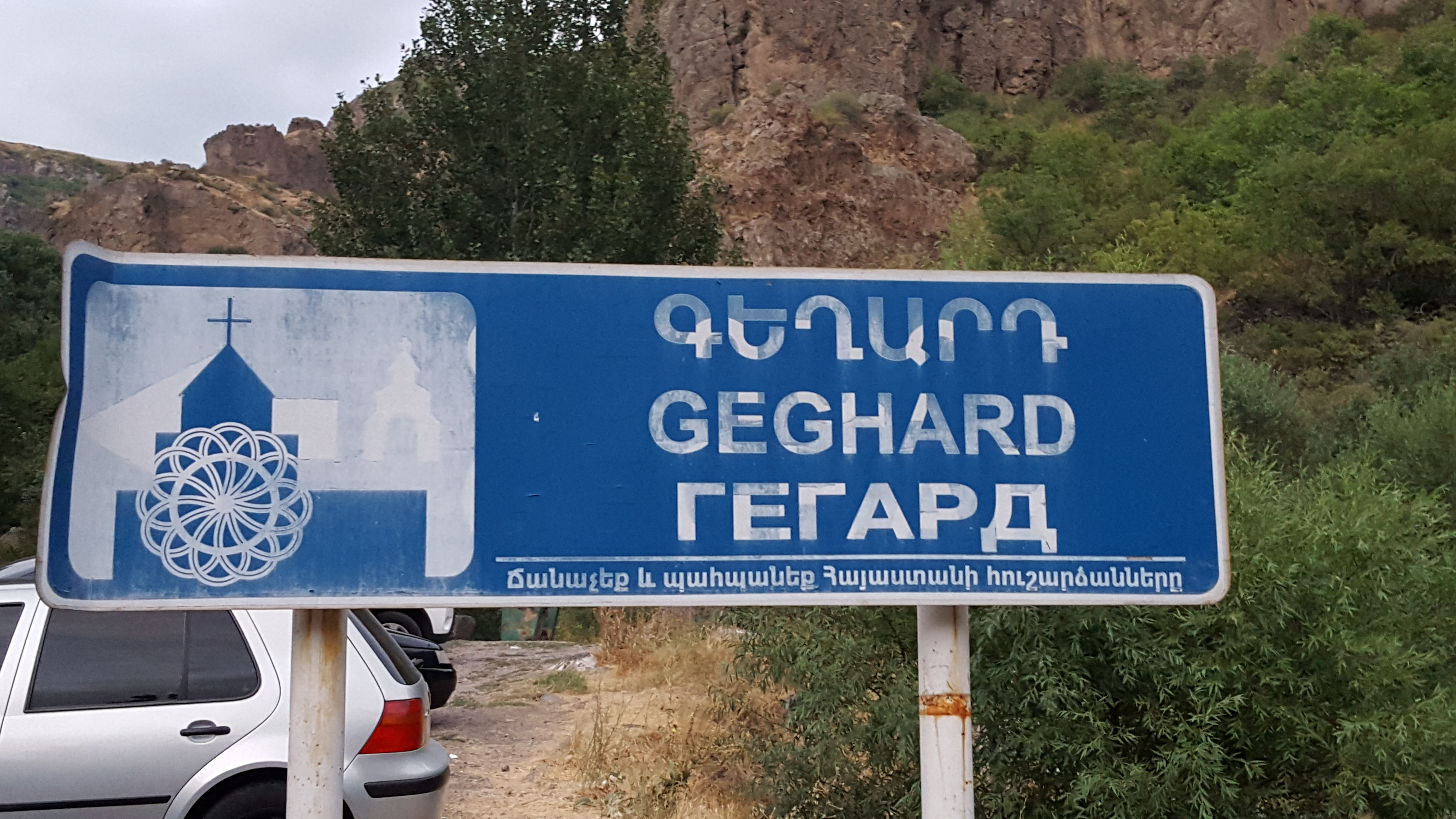
Uma placa multilingue (arménio, inglês e russo) no mosteiro de Guelarde

Os arménios têm o seu próprio alfabeto e a sua própria língua, que é constitucionalmente a língua oficial do Estado da Arménia.
A invenção do alfabeto arménio é tradicionalmente atribuída ao monge São Mesrobes Mastósio, que em 405 d.C. criou um alfabeto com 36 carateres (dois foram acrescentados mais tarde) baseado parcialmente em letras gregas; a direção da escrita (da esquerda para a direita) também seguia o modelo grego. Este novo alfabeto foi usado pela primeira vez para traduzir a Bíblia hebraica e o Novo Testamento cristão. De acordo com o censo arménio de 2011, enquanto apenas 0,8% dos cidadãos da Arménia falavam russo como primeira língua, 52,7% dos cidadãos da Arménia usavam-no como segunda língua.

### Diáspora

Mapa da diáspora arménia ao redor do mundo

A Arménia possui uma diáspora relativamente grande (7 milhões segundo algumas estimativas, excedendo significativamente a população de 3 milhões da própria Arménia), com colônias espalhadas pelo mundo todo. As maiores comunidades arménias fora da Arménia se encontram na Rússia, França, Irão, Estados Unidos, Brasil, Geórgia, Síria, Líbano, Argentina, Chile, Uruguai, Austrália, Canadá, Chipre, Ucrânia e Israel. De 40 a 70 mil arménios ainda vivem na Turquia (a maioria perto de Istambul). Aproximadamente, mil arménios residem no bairro Arménio na cidade antiga de Jerusalém em Israel, remanescentes do que fora uma vez uma grande comunidade. Na Itália se encontra a San Lazzaro degli Armeni, uma ilha localizada na Lagoa de Veneza, que é completamente ocupada por um mosteiro dirigido pelos mekhitaristas, uma congregação católica arménia. Além disso, por volta de 130 mil arménios vivem na região de Alto Carabaque onde compõem a maioria da população. No Brasil se concentram principalmente na cidade de Osasco, no estado de São Paulo.

## Política

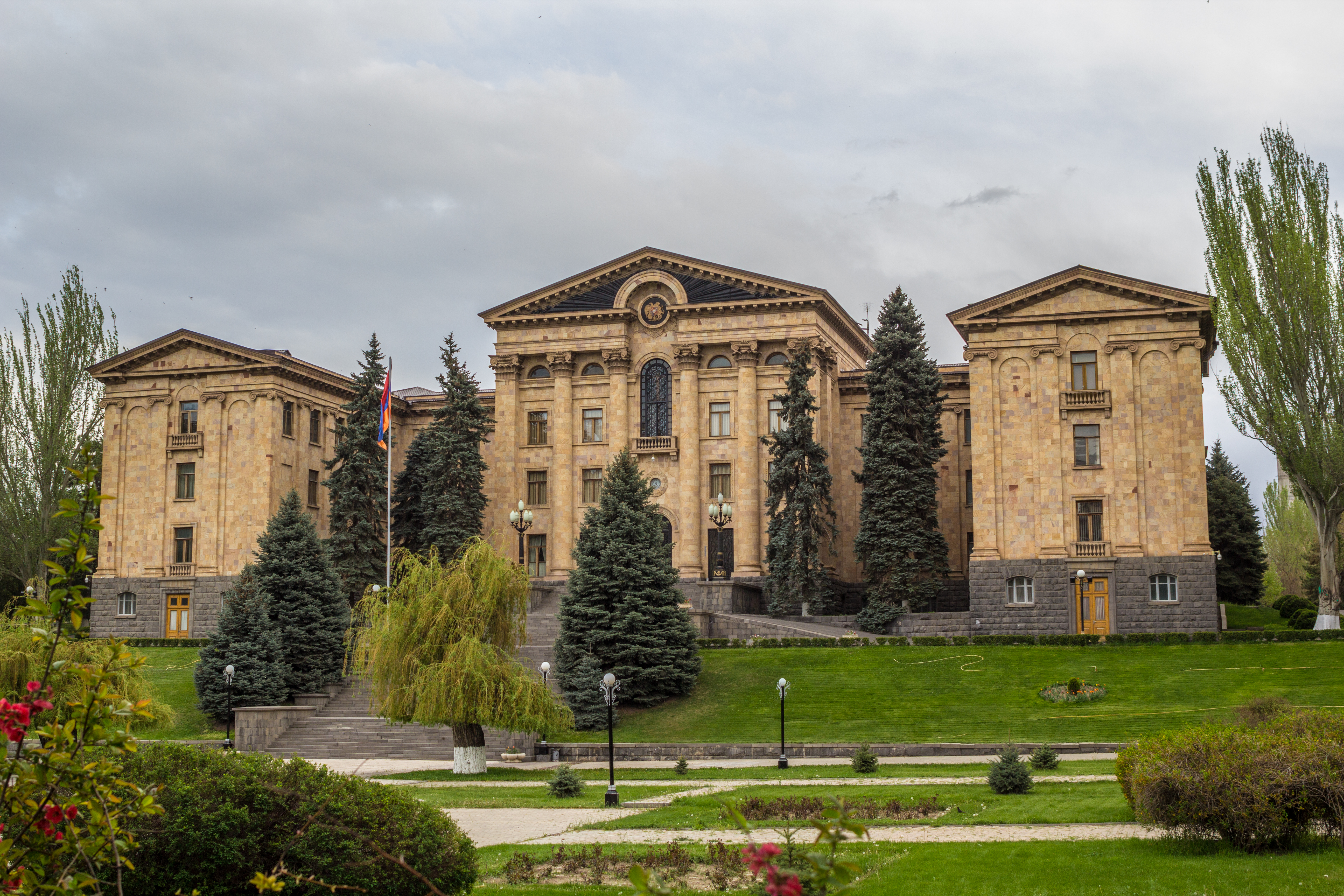
Assembleia Nacional da Arménia

A política da Arménia situa-se em um ambiente de democracia representativa de república presidencial. Conforme a Constituição da Arménia, o presidente é o líder do governo e do sistema multipartidário pluriforme. O parlamento unicameral (também chamado de Azgayin Jolov ou Assembleia Nacional) é controlado por uma coalizão de três partidos políticos: o conservador Partido Republicano, o Partido Arménia Próspera e a Federação Revolucionária Arménia. Os principais partidos de oposição incluem o partido do ex-presidente da Assembleia Nacional, Estado de Direito, e o partido do ex-primeiro-ministro Raffi Hovannisian, Herança, ambos são favoráveis a uma eventual adesão arménia à União Europeia e à Organização do Tratado do Atlântico Norte (OTAN).
O governo arménio declaradamente objetiva construir uma democracia parlamentar ao estilo ocidental e as bases para sua forma de governo. Contudo, observadores internacionais do Conselho da Europa e do Departamento de Estado dos Estados Unidos da América têm questionado a clareza das eleições parlamentares e presidenciais da Arménia e o referendo constitucional desde 1995, citando divergência nas pesquisas, a falta de cooperação da Comissão Eleitoral e a escassa manutenção das listas eleitorais e os locais pesquisados. A Freedom House qualificou a Arménia como "praticamente livre" em seu relatório de 2007, apesar de não classificar o país como uma "democracia eleitoral", indicando uma relativa falta de liberdade e competitividade eleitoral. Há o sufrágio universal com idade superior a dezoito anos.

### Relações internacionais

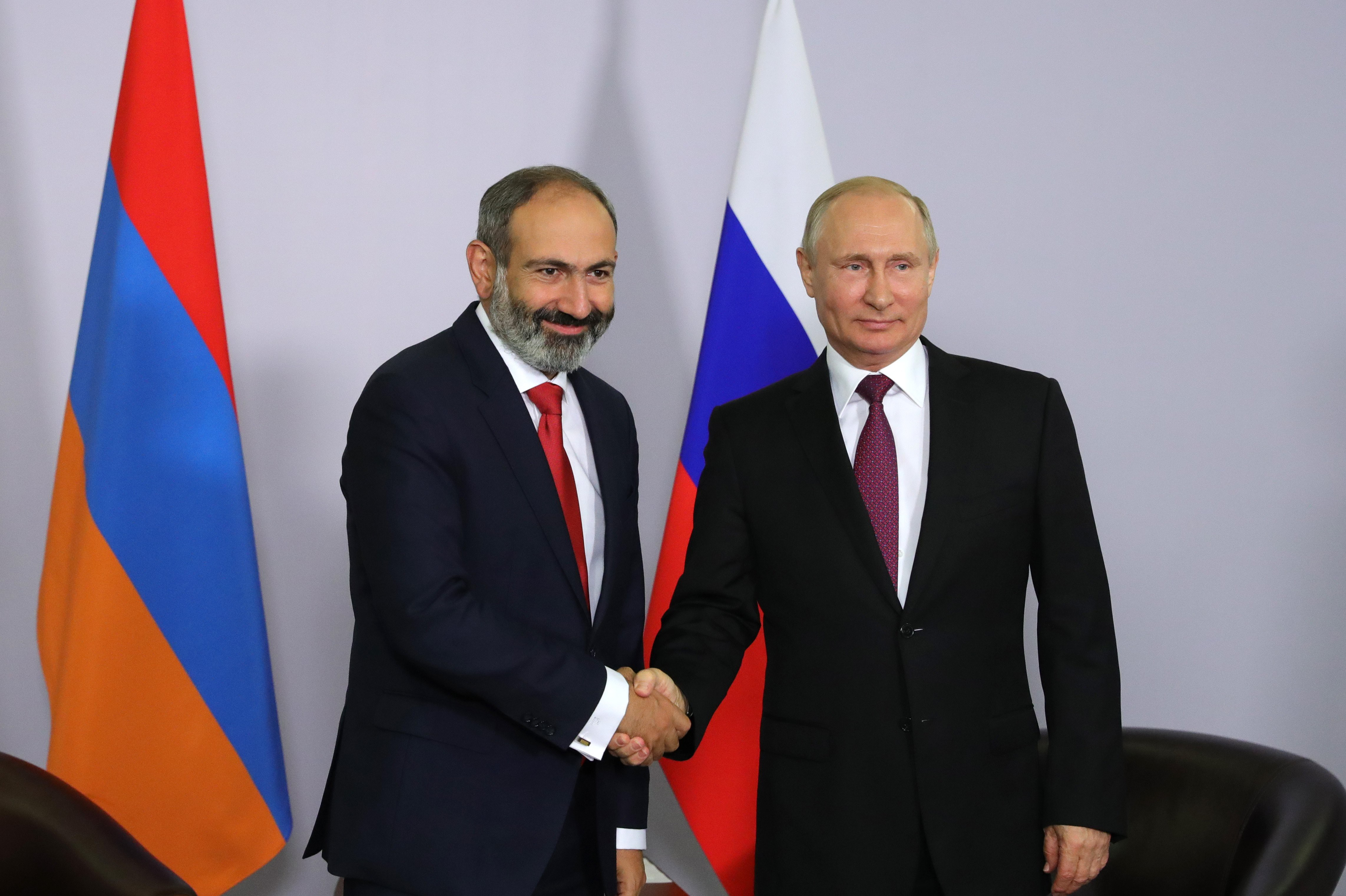
Presidente russo Vladimir Putin com o primeiro-ministro arménio Nikol Pashinyan

A Arménia atualmente mantém boas relações com quase todos os países do mundo, com duas importantes exceções sendo seus vizinhos mais próximos, a Turquia e o Azerbaijão. Tensões foram elevadas entre arménios e azerbaijanos durante os últimos anos da União Soviética. A Guerra do Alto Carabaque dominou a política da região por todo os anos de 1990. As fronteiras entre os dois países rivais permanecem fechada nos dias de hoje, a solução para o conflito não foi alcançada apesar da mediação prestada por organizações como a OSCE. O ministro do exterior, Vardan Oskanyan, representa a Arménia nas negociações de paz. A Turquia também possui uma longa história de conturbadas relações com a Arménia por sua recusa em reconhecer o genocídio arménio de 1915. O conflito de Carabaque tornou-se uma desculpa para a Turquia fechar suas fronteiras com a Arménia em 1993. Não tem revogado o bloqueio, apesar da pressão do poderoso lobby empresarial turco interessado nos mercados arménios.
Devido a sua posição hostil entre dois países vizinhos, a Arménia tem aproximado laços de segurança com a Rússia. A pedido do governo arménio a Rússia mantém uma 102ª base militar russa no noroeste da cidade arménia de Guiumri como elemento de dissuasão contra a Turquia. Apesar disto, a Arménia também tem olhado para as estruturas euroatlânticas nos últimos anos. Mantém boas relações com os Estados Unidos especialmente por meio de sua diáspora. De acordo com o Censo americano de 2000, há 385 488 arménios vivendo naquele país.
A Arménia é também membro da Parceria para Paz da OTAN, bem como, do Conselho da Europa, mantendo relações amigáveis com a União Europeia, especialmente com seus Estados-membros tais como a França e a Grécia. Uma pesquisa realizada em 2005 mostrou que 64% da população arménia estaria a favor da adesão à União Europeia. Muitos oficiais arménios também têm expressado o desejo de seu país eventualmente tornar-se um Estado-membro da UE, outros preveem que será feito uma candidatura oficial em poucos anos. Alguns também tem olhada a favor de uma adesão à OTAN. De qualquer modo o então presidente, Robert Kotcharian, desejava manter a Arménia atrelada à Rússia e à CEI e a OTSC, tornando parceiro, não membro, da UE e da OTAN.

### Forças armadas

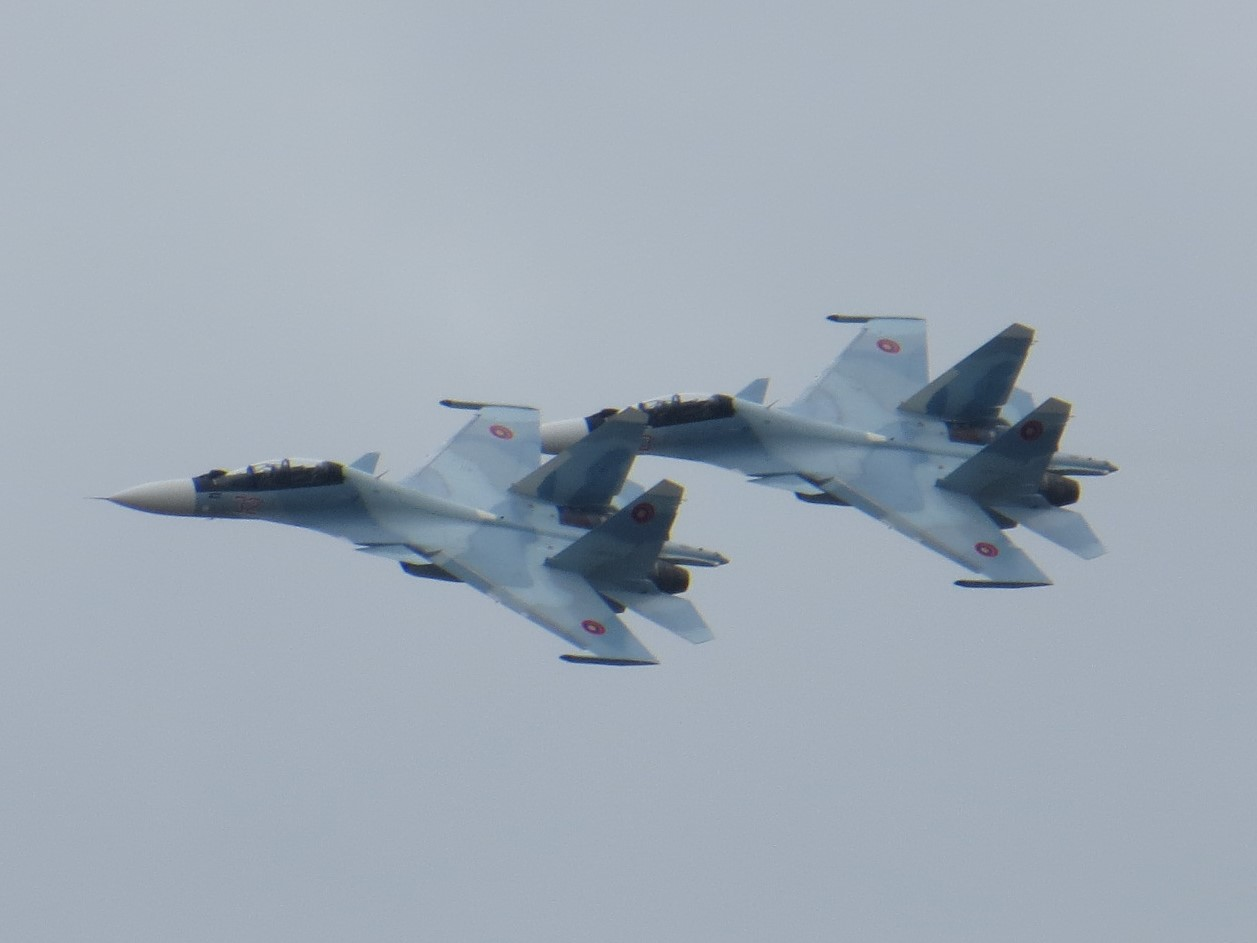
Caças Sukhoi Su-30 da Força Aérea da Arménia

O Exército Arménio, Força Aérea, Defesas Aéreas e a Guarda de Fronteira são os quatro braços que formam as Forças Armadas da República da Arménia. As Forças Armadas foram formadas após o colapso da URSS em 1991 e com o estabelecimento do Ministério da Defesa em 1992. O comandante em chefe das Forças Armadas é o Presidente da República Vahagn Khachaturyan. O Ministério da Defesa é um cargo de liderança política, atualmente ocupado por David Tonoyan, enquanto os comandos militares restantes estão nas mãos do Estado-Maior, liderado pelo Chefe do Estado, que atualmente é o major-general Edvard Asryan.
As forças ativas têm perto de 50 mil homens, com um adicional de reservas de 32 mil e "reservas dos reservas" estimados em 210 mil soldados. A Guarda de Fronteira arménia tem condição de patrulhar as divisas com a Geórgia e Azerbaijão, enquanto tropas russas monitoram as fronteiras com a Turquia e Irão. Em caso de eventual ataque, a Arménia pode mobilizar todos os homens capazes de manejar uma arma entre 15 e 59 anos com treino militar.
O Tratado das Forças Armadas Convencionais da Europa (FACE) estabeleceu limites nas categorias-chaves de equipamentos militares, foi ratificado pelo Parlamento Arménio em julho de 1992. Em março de 1993, a Arménia assinou a multilateral Convenção de Armas Químicas, que clamava pela eventual eliminação das armas químicas. A Arménia aderiu também ao Tratado de Não Proliferação de Armas Nucleares como um país sem armas nucleares, em junho de 1993. O país é membro da Organização do Tratado de Segurança Coletiva, juntamente com Bielorrússia, Cazaquistão, Quirguistão, Rússia, Tajiquistão e Uzbequistão. Participa dos programas desenvolvidos pela OTAN "Parceria pela Paz" e Conselho da Parceira Euro-Atlântico. A Arménia estava engajada em missões de paz no Kosovo como parte das tropas kosovares não OTAN, sob o comando grego. E no Iraque, o país possui 46 membros das Forças Armadas como parte da Força de Coalizão.

## Subdivisões
A Arménia está organizada político-territorialmente em onze subdivisões. Destas onze, dez são chamadas marzer (em arménio: մարզեր) ou no singular marz (մարզ), que é derivada da palavra persa marz, cujo significado é "fronteira", "limite". Erevã é tratada separadamente e recebe status especial de hamaynq (համայնք) por ser a capital do país. O líder do executivo em cada uma das 10 marzes é o marzpet (մարզպետ) ou governador da marz, apontado pelo governo da Arménia. Em Erevã, o líder do executivo é o prefeito, apontado pelo presidente. A república possui 953 vilarejos, 48 cidades e 932 comunidades, das quais 871 são rurais e 61 urbanas.
| Número | Província                   | População | %     | Área      | Densidade   | Capital               |
| ------ | --------------------------- | --------- | ----- | --------- | ----------- | --------------------- |
| 11     | Erevã (Երևան)               | 1 091 235 | 36,3% | 227 km²   | 5 196,4 km² | -                     |
| 7      | Xiraque (Շիրակ)             | 257 242   | 8,6%  | 2 681 km² | 96,0 km²    | Guiumri (Գյումրի)     |
| 3      | Armavir (Արմավիր)           | 255 861   | 8,5%  | 1 242 km² | 206,2 km²   | Armavir (Արմավիր)     |
| 6      | Lorri (Լոռի)                | 253 351   | 8 4%  | 3 789 km² | 66,8 km²    | Vanazor (Վանաձոր)     |
| 2      | Ararate (Արարատ)            | 252 665   | 8,4%  | 2 096 km² | 126,1 km²   | Artaxata (Արտաշատ)    |
| 5      | Cotaique (Կոտայք)           | 241 337   | 8,0%  | 2 089 km² | 114,9 km²   | Razdã (Հրազդան)       |
| 4      | Guelarcunique (Գեղարքունիք) | 215 371   | 7,2%  | 5 348 km² | 58,9 km²    | Gavar (Գավառ)         |
| 8      | Siunique (Սյունիք)          | 134 061   | 4,5%  | 4 506 km² | 29,8 km²    | Capã (Կապան)          |
| 1      | Aragatsotn (Արագածոտն)      | 126 278   | 4,2%  | 2 753 km² | 45,8 km²    | Astaraque (Աշտարակ)   |
| 9      | Tavuxe (Տավուշ)             | 121 963   | 4,1%  | 2 704 km² | 39,1 km²    | Ijevã (Իջևան)         |
| 10     | Vaiose Zor (Վայոց Ձոր)      | 53 230    | 1,8%  | 2 308 km² | 22,1 km²    | Elegnazor (Եղեգնաձոր) |

## Economia

Principais exportações da Arménia em 2019

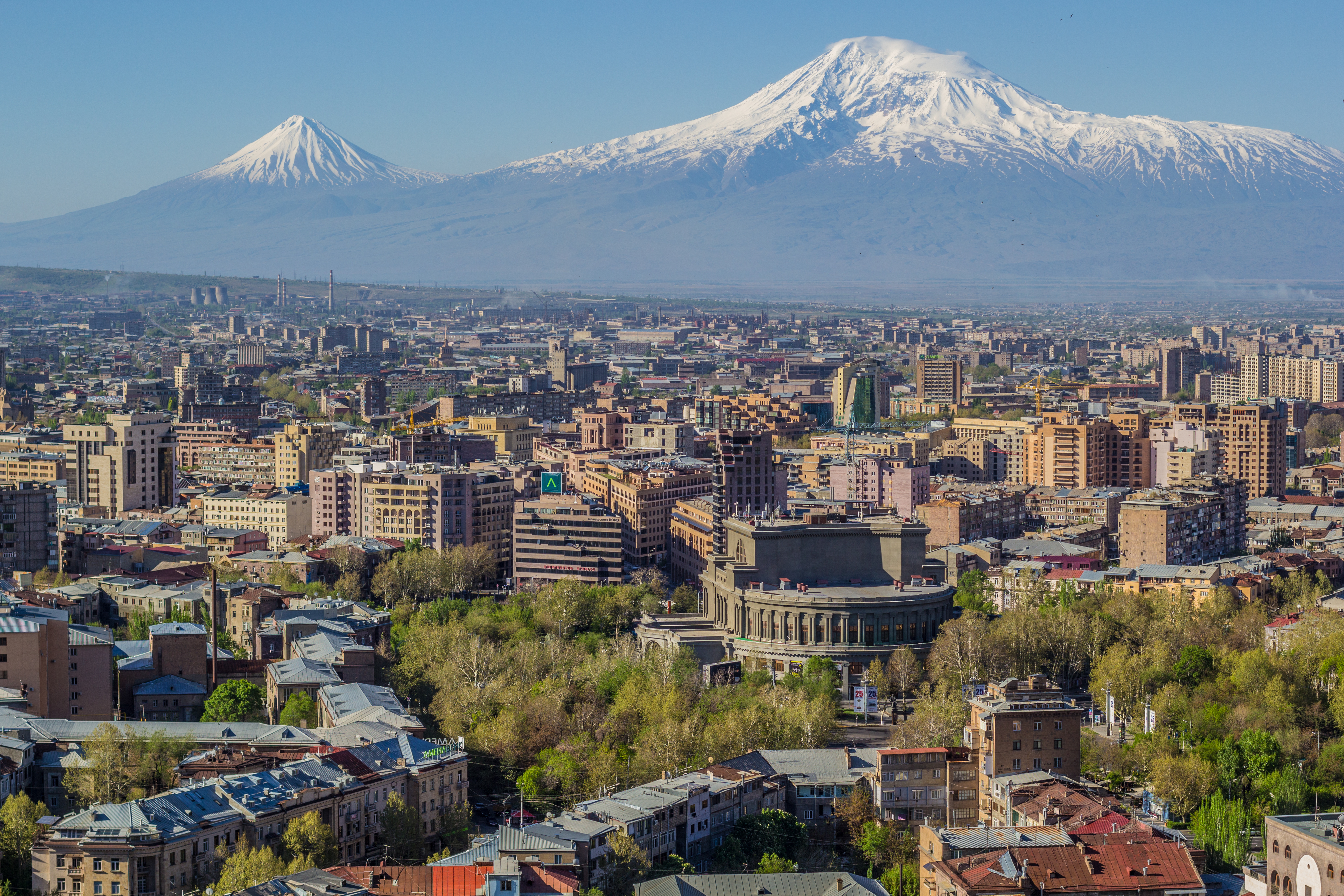
A cidade de Erevan, centro económico e político do país

A economia da Arménia sobrevive de pesados auxílios estrangeiros. Antes da independência, a economia arménia era principalmente de indústrias de base como indústrias químicas, eletrónica, maquinaria, alimentos, borracha sintética e têxtil, totalmente dependente de fontes externas. A agricultura contribuía com cerca de 20% na produção final e com 10% dos empregos antes da queda da URSS em 1991. A república desenvolveu um moderno setor industrial, abastecendo com máquinas, tecidos e outros produtos manufaturados para as suas "repúblicas irmãs" em troca de matéria-prima e energia. As minas arménias produzem cobre, zinco, ouro e chumbo. A maior parte da energia é produzida com combustível importado da Rússia, incluindo gás natural e combustível nuclear (para a única usina nuclear); a fonte para a energia residencial é hidroelétrica. As pequenas quantidades de carvão, gás natural e petróleo do país não são suficientes para o desenvolvimento.
Como outros recém-independentes estados da ex-URSS, a economia da Arménia sofreu com o legado da economia planificada e com o colapso do padrão de troca soviético. Investimentos soviéticos que apoiavam a indústria da Arménia virtualmente desapareceram, tanto que poucas das maiores empresas estão ainda em atividade no país. Além disso, os efeitos do sismo de 1988 (Sismo de Espitaque ou de Guiumri), que vitimou 25 mil pessoas e feriu mais de meio milhão, ainda são sentidos. O conflito com o Azerbaijão pelo território de Alto Carabaque ainda não está resolvido. As fronteiras fechadas com a Turquia e o Azerbaijão tem devastado a economia do país, pois a Arménia depende de outras formas de energia e de matérias-primas. Estradas através da Geórgia e Irão são inadequadas e insuficientes. O PIB cresceu cerca de 60% de 1989 até 1993. A moeda nacional corrente, o Dram, sofreu uma hiperinflação nos primeiros anos de sua introdução. Todavia, o governo fez reformas económicas abrangentes que diminuíram os dramáticos níveis de inflação e estabilizou o crescimento. O cessar-fogo na Guerra do Alto Carabaque em 1994 ajudou a recuperar a economia. A Arménia vem tendo um forte crescimento desde 1995, construindo uma reviravolta que começou no ano anterior, fazendo a inflação ficar em níveis insignificantes nos últimos anos. Novos setores, como o de pedras preciosas e joalheria, tecnologia de informação, tecnologia de comunicação e também o turismo estão começando a substituir os tradicionais setores económicos do país, como a agricultura.
Em 2007, a Transparência Internacional publicou no Índice de Percepção de Corrupção a Arménia na 99.º posição em 179 países avaliados. O país foi classificado como o 80º melhor IDH pelo Programa das Nações Unidas para o Desenvolvimento, o mais alto das repúblicas transcaucasianas. Em 2007, no Índice de Liberdade Económica, a Arménia foi classificada como o 32º país, com um índice próximo a países como Portugal e Itália.

## Infraestrutura

### Educação

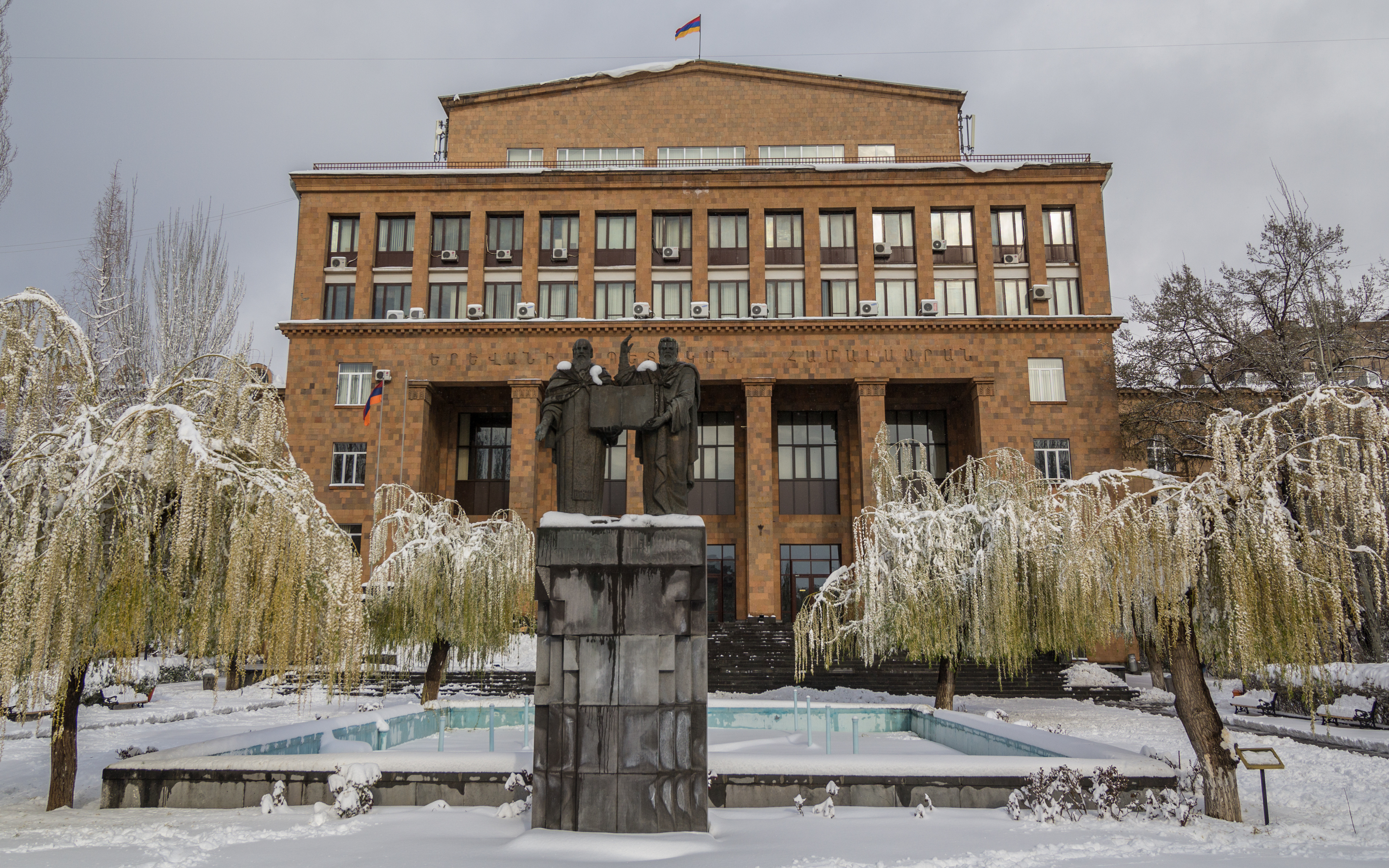
Prédio principal da Universidade Estatal de Erevã

No ano escolar de 1988 e 1989, cerca de 301 alunos por cada 10 000 habitantes frequentavam o ensino secundário ou superior especializado, um número ligeiramente inferior à média soviética. Em 1989, aproximadamente 58% dos arménios com mais de quinze anos tinham concluído o ensino médio e 14% tinham um curso superior. No ano escolar de 1990/1991, estimava-se que existiam 1 307 escolas primárias e secundárias, frequentadas por 608 800 alunos. Outras 70 instituições secundárias especializadas tinham 45 900 matrículas de alunos e outros 68 400 alunos estavam matriculados em 10 instituições de ensino pós-secundárias, que incluíam universidades. Dados da mesma altura também indicam que 35% das crianças em idade escolar frequentavam o ensino pré-primário, número abaixo da média europeia.
O ensino superior do país é gratuito, embora instituições privadas também possam oferecê-lo. Em 1992, a maior instituição de ensino superior da Arménia, a Universidade Estatal de Erevã, possuía dezoito departamentos, incluindo ciências sociais, ciências e direito. O seu corpo docente contava com cerca de 1 300 professores e a sua população estudantil era de cerca de 10 000 alunos. A Universidade Estadual de Engenharia da Arménia, fundada em 1933, também é uma das principais do país. Em 2014, o Programa Nacional de Excelência Educacional investiu na criação de um programa educacional alternativo, internacionalmente competitivo e academicamente rigoroso (o Araratian Baccalaureate) para escolas arménias, aumentando a importância e o status do papel do professor na sociedade.

### Transportes

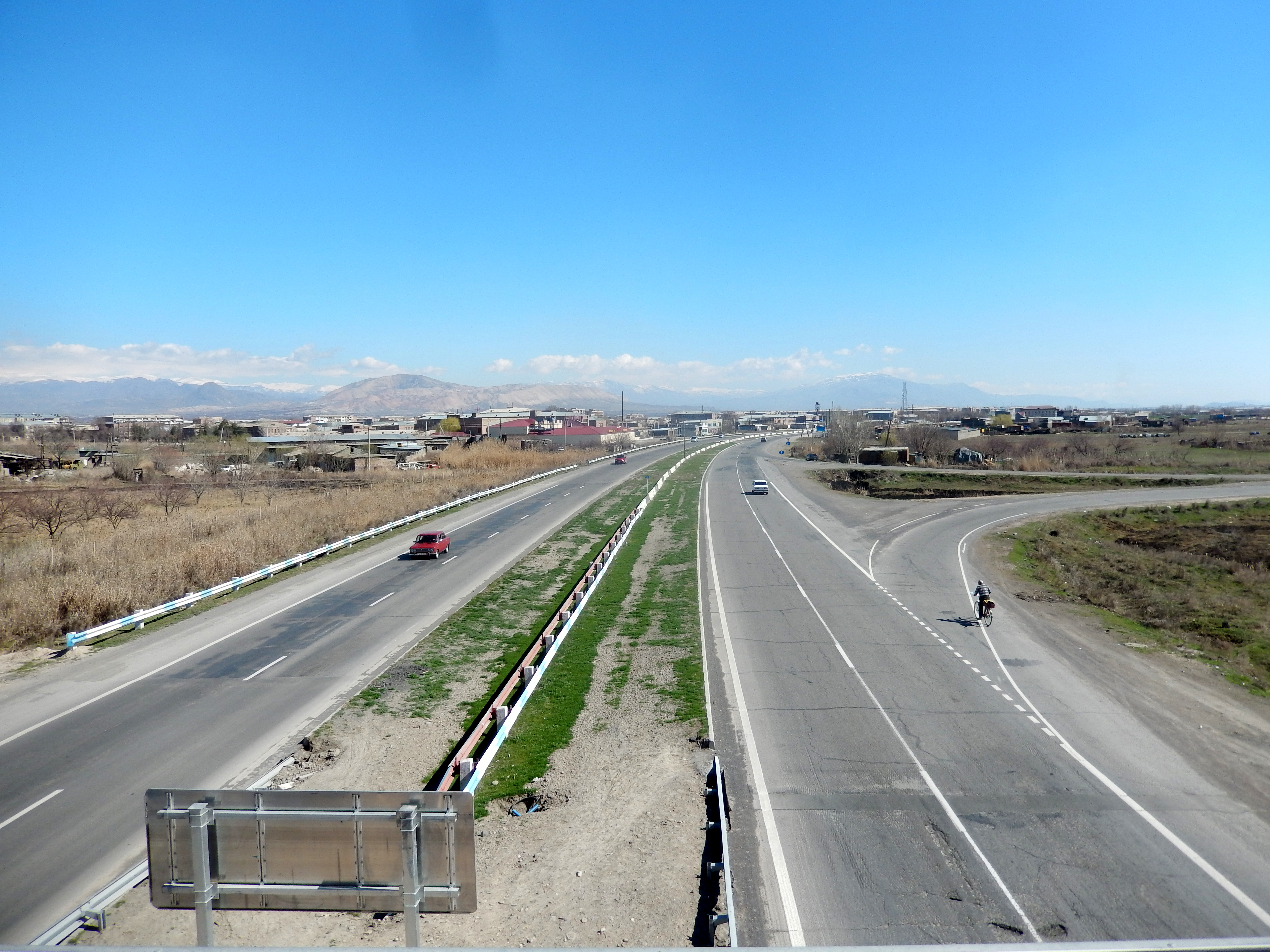
Autoestrada M2

Desde a independência, a Arménia vem desenvolvendo sua rede interna de rodovias. O "Programa de Investimento no Corredor Rodoviário Norte-Sul" é um grande projeto de infraestrutura que visa conectar a fronteira sul da Arménia com o norte por meio de uma rodovia Melri-Erevã-Bavra de 556 km de extensão. É um grande projeto de infraestrutura de 1 500 milhões de dólares, financiado pelo Banco Asiático de Desenvolvimento, Banco Europeu de Investimentos e Banco de Desenvolvimento da Eurásia. Quando concluída, a rodovia fornecerá acesso aos países europeus através do mar Negro. Ele também poderá eventualmente interconectar os portos do mar Negro da Geórgia com os principais portos do Irão, posicionando a Arménia num corredor de transporte estratégico entre a Europa e a Ásia. A Arménia está à procura de novos empréstimos da China, como parte da iniciativa Nova Rota da Seda, para concluir a rodovia norte-sul.

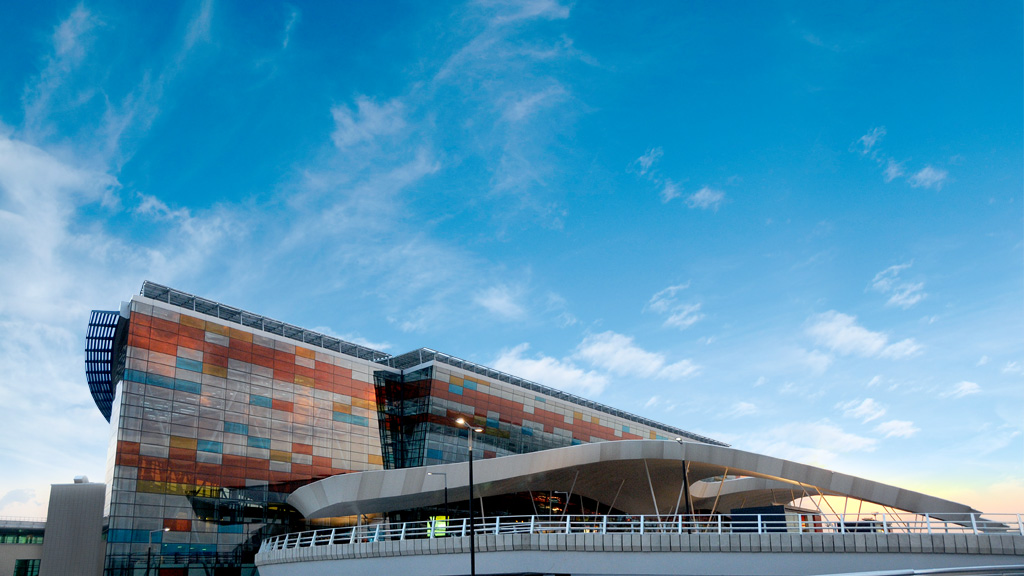
Aeroporto Internacional de Zvartnots, em Erevã

O transporte aéreo é o meio mais conveniente e confortável para entrar no país. Em 2020, 11 aeroportos operavam na Arménia, no entanto, apenas o Aeroporto Internacional de Zvartnots, em Erevã, e o Aeroporto Internacional de Xiraque, em Guiumri, estavam em uso para a aviação comercial. Há muitas conexões aéreas entre Erevã e outras cidades regionais e europeias, bem como conexões diárias para a maioria das principais cidades da Comunidade dos Estados Independentes (CEI). As estatísticas mostram que o número de turistas que chegam ao país por transporte aéreo aumenta a cada ano. Em dezembro de 2019, o fluxo anual de passageiros ultrapassou 3 milhões de pessoas pela primeira vez na história da Arménia.
A maioria das linhas ferroviárias transfronteiriças estão atualmente fechadas devido a problemas políticos. No entanto, há comboios diários de ida e volta que ligam Tiblíssi, na Geórgia, à capital arménia, Erevã. Partindo da estação ferroviária de Erevã, os comboios fazem conexão com Tiblíssi e Batumi. Da vizinha Geórgia, os comboios partem para Erevã da estação ferroviária de Tiblíssi. Novos comboios elétricos conectam passageiros de Erevã à segunda maior cidade do país, Guiumri. Os novos comboios funcionam quatro vezes por dia e a viagem leva aproximadamente duas horas. A capital também é servida por um sistema de metropolitano. Foi lançado em 1981 e, como a maioria dos antigos metros soviéticos, as suas estações são muito profundas (20 a 70 metros de profundidade) e primorosamente decoradas com motivos nacionais. O metro opera numa linha de 13,4 quilómetros e atualmente serve 10 estações ativas. Em 2017, o número de passageiros anual do metro era de 16,2 milhões.

### Saúde

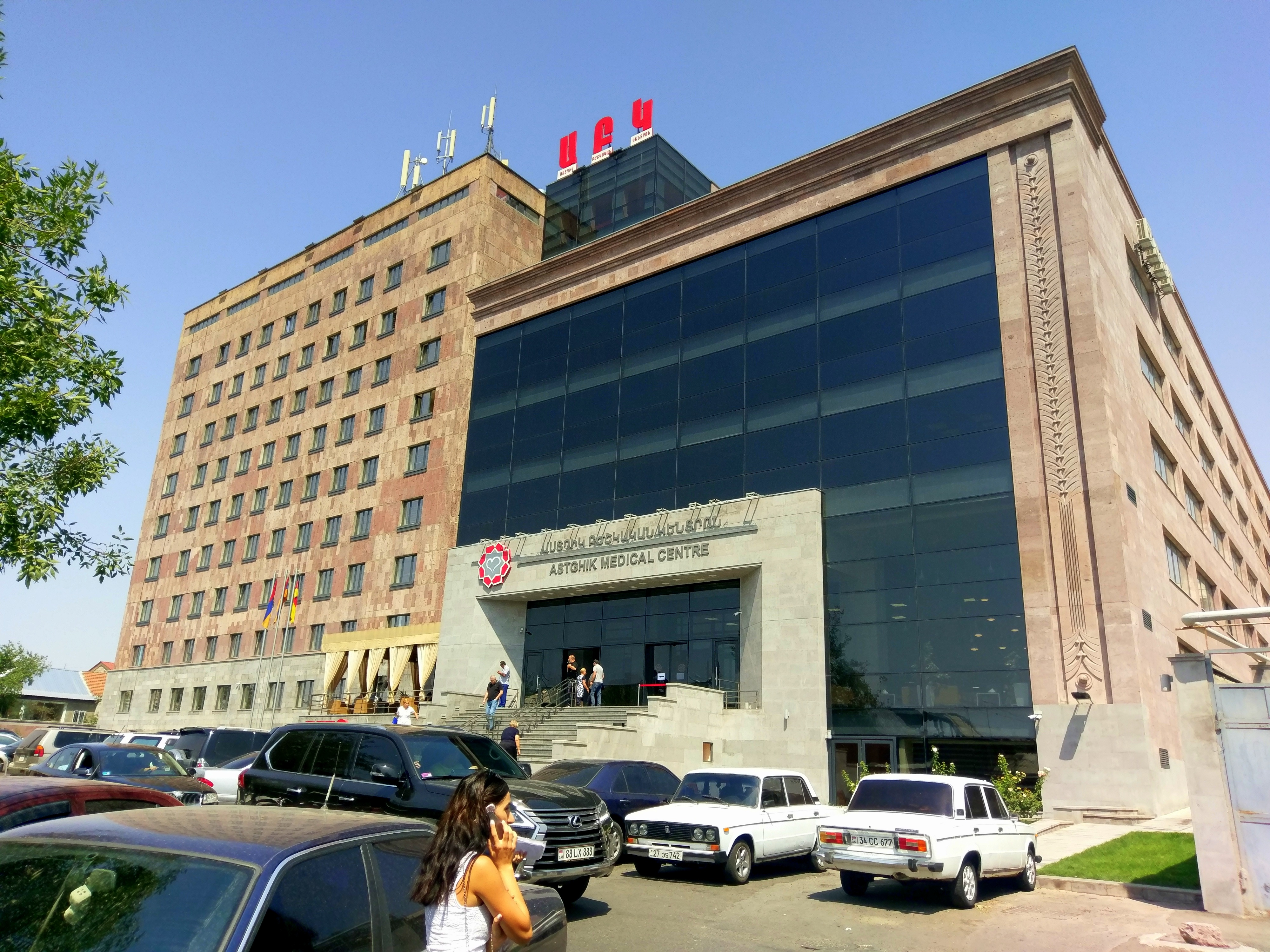
Centro médico Astlik, em Erevã

Após um declínio significativo nas décadas anteriores, as taxas brutas de natalidade no país permaneceram em quase constantes 13,0–14,2 por 1000 pessoas nos anos 1998–2015. No mesmo período, a taxa bruta de mortalidade foi de 8,6 para 9,3 por 1000 pessoas. Observe que as taxas brutas não são ajustadas por idade. A expectativa de vida ao nascer de 74,8 anos era a 4ª maior entre os países pós-URSS em 2014.
Na época da independência, em 1991, já não havia vestígios das tradições de saúde pré-soviéticas. O sistema de saúde soviético era altamente centralizado e a toda a população era garantida assistência médica gratuita, independentemente da classe social, com acesso a uma ampla gama de cuidados secundários e terciários. Após a independência, no entanto, a Arménia não estava em posição de continuar a financiar o sistema de saúde. Os hospitais que antes prestavam contas à administração local e, em última análise, ao Ministério da Saúde são agora autônomos e cada vez mais responsáveis por seus próprios orçamentos e gestão.
Em 2009, mais de 50% do orçamento nacional de saúde foi gasto em hospitais. Ao nível da comunidade local, o sistema era fraco e frequentemente inexistente nas áreas rurais. Em 2015, os gastos correntes com saúde como porcentagem do PIB alcançaram 10,1%, enquanto 81,6% de todos os gastos com saúde foram pagos do próprio bolso, ambos os valores registram um pico desde que os dados foram disponibilizados no ano 2000.

## Cultura

### Música e arte
A Galeria Nacional de Arte de Erevã possui mais de 16 mil obras que datam desde a Idade Média. O Museu de Arte Moderna, a Galeria de Imagens Infantis e o Museu Martiros Saryan reúnem notáveis acervos. Contudo, muitas coleções particulares estão em operação, abertas o ano todo. Elas promovem exposições rotativas e vendas de obras de arte. A Orquestra Filarmônica da Arménia se apresenta na recondicionada Casa de Ópera de Erevã. Além disso, várias câmaras estão disponíveis para o aprendizado da música, como a Orquestra de Câmara Nacional da Arménia e a Orquestra Serenade. A música clássica pode ser ouvida em vários pequenos locais, incluindo o Conservatório Estadual de Música de Eerevã e o Hall da Orquestra de Câmara. O jazz é popular, especialmente no Verão, quando performances ao vivo acontecem frequentemente nos cafés e bares da cidade.
Em Erevã um mercado de arte e artesanato fecha a Praça da República com um alvoroço de centenas de mercadores vendendo uma grande variedade de artesanatos aos finais de semana e às quartas-feiras, embora com o horário reduzido ao meio-dia. O mercado oferece antiguidades, rendas finas e tapetes feitos à mão que são a especialidade do Cáucaso. A obsidiana é achada facilmente e é matéria-prima para os artesãos do país fazerem chaveiros, crucifixos, placas, objetos ornamentais, bijuterias, etc. A ourivesaria arménia é muito tradicional e ocupa uma esquina no mercado, com itens de ouro para serem negociados. Relíquias soviéticas e souvenirs manufaturados da Rússia — bonecas, relógios, caixas esmaltes também estão disponíveis no mercado. Do outro lado da Opera House, um popular mercado de arte fecha o parque da cidade aos fins de semana. A longa história arménia, como no tempo das Cruzadas no mundo antigo, resultaram em paisagens com muitos sítios arqueológicos a serem explorados. Sítios da Idade Média, Idade do Ferro, Idade do Bronze e até a Idade da Pedra estão há poucas horas do centro da cidade. Porém, a mais espetacular experiência é poder visitar Igrejas e fortalezas como eram originalmente.

### Culinária

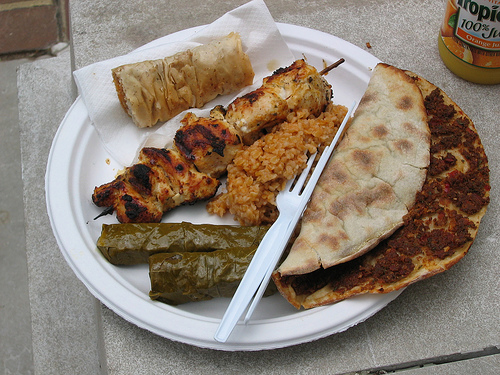
Kebab (քեբաբ) de frango arménio, esfiha (լահմաջուն; lahmadjun), charuto de folha de uva (թփով տոլմա; thpov tolma), arroz (բրինձ; brindz) e baklava (բակլավա)

Dada a geografia e a história do país, a culinária arménia é uma das representantes da mediterrânica e caucasiana, com fortes influências da Europa Oriental e do Oriente Médio e, em menor escala, dos Bálcãs. Os arménios têm influenciado as tradições culinárias de seus países vizinhos ou cidades, como Alepo. A culinária arménia caracteriza-se pelos recheios, purés e coberturas na preparação de um grande número de carnes, peixes e legumes.

### Desportos
Na Arménia jogam-se vários tipos de desportos, entre os que se destacam estão a luta livre, o levantamento de peso, o judo, o futebol, o xadrez e o boxe. O relevo da Arménia é bastante montanhoso, o que facilita a prática de desportos como esqui e o alpinismo sejam praticados massivamente. Uma vez que é um país sem litoral, os desportos aquáticos somente podem ser praticados em lagos, especialmente no lago Sevã. Competitivamente, a Arménia tem tido êxito em halterofilia e luta livre.
A Arménia é também participante activo na comunidade desportiva internacional com a plena pertencida à União das Federações Europeias de Futebol e a Federação Internacional de Hóquei no Gelo.
A Arménia, sem embargo é uma autêntica potência mundial em xadrez. Na Olimpíada de Xadrez de 2006, celebrada em Turim, a equipe masculina foi campeã e a equipe feminina ficou em sétimo lugar. Levon Aronian é o principal jogador de xadrez da Arménia.
O maior estádio do país é o Estádio Hrazdan localizado em Erevã.